# Rietberg
Rietberg ['riːtbɛʁk] ⓘ ist eine Stadt an der oberen Ems im Nordosten Nordrhein-Westfalens und gehört zum ostwestfälischen Kreis Gütersloh im Regierungsbezirk Detmold. Die mehr als 29.000 Einwohner zählende Stadt liegt circa 25 Kilometer südwestlich von Bielefeld.
Menschliche Besiedlung lässt sich erstmals im 12. Jahrhundert v. Chr. nachweisen. Erstmals erwähnt wurde Rietberg um 1100 unter der Bezeichnung Rietbike. Der heutige Name Rietberg leitet sich von Reet ab, aufgrund der im Stadtgebiet vorhandenen Moore, und von Bike (Bach). Die Stadt mit ihren Ortsteilen entwickelte sich in der Grafschaft Rietberg, die bis 1807 ein eigenständiges Territorium war. Die Kernstadt entstand nördlich des Schlosses Rietberg. 1815 geriet Rietberg an Preußen, das die Stadt 1816 dem Kreis Wiedenbrück zuordnete. Im Kreis Wiedenbrück war die Stadt Sitz des Amtes Rietberg. Die Gemeinden des Amtes wurden am 1. Januar 1970 bei der nordrhein-westfälischen Gebietsreform zur heutigen Stadt Rietberg zusammengelegt.
Im Stadtkern befinden sich viele erhaltene Häuser, die im 16. und 17. Jahrhundert entstanden, weshalb sich Rietberg auch „Stadt der schönen Giebel“ nennt. Im Jahr 2008 war Rietberg Ausrichter der Landesgartenschau. Seit Juni 2009 trägt die Kernstadt das Gütesiegel „Staatlich anerkannter Erholungsort“.

## Geografie

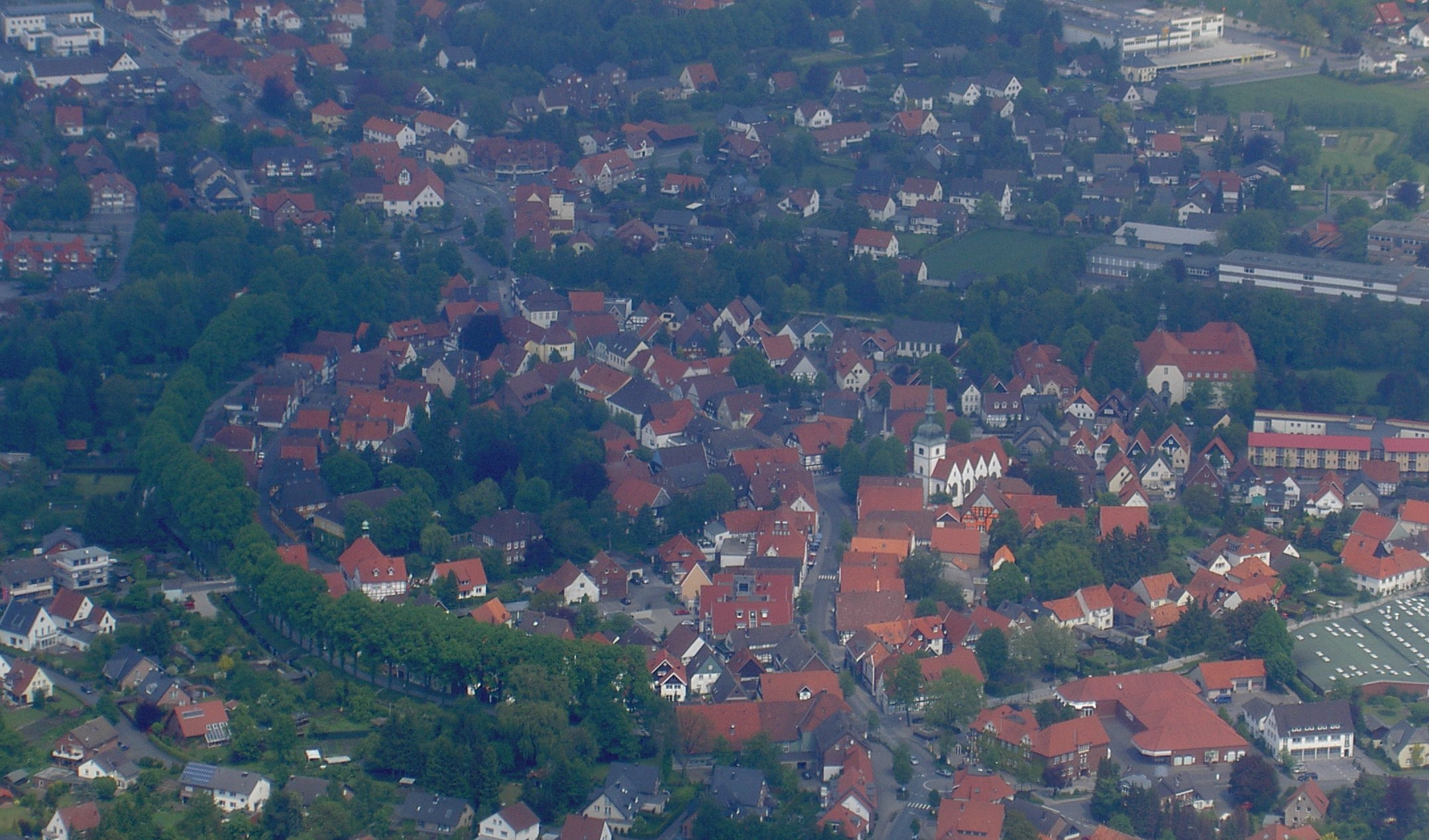
Luftbild Rietberger Innenstadt

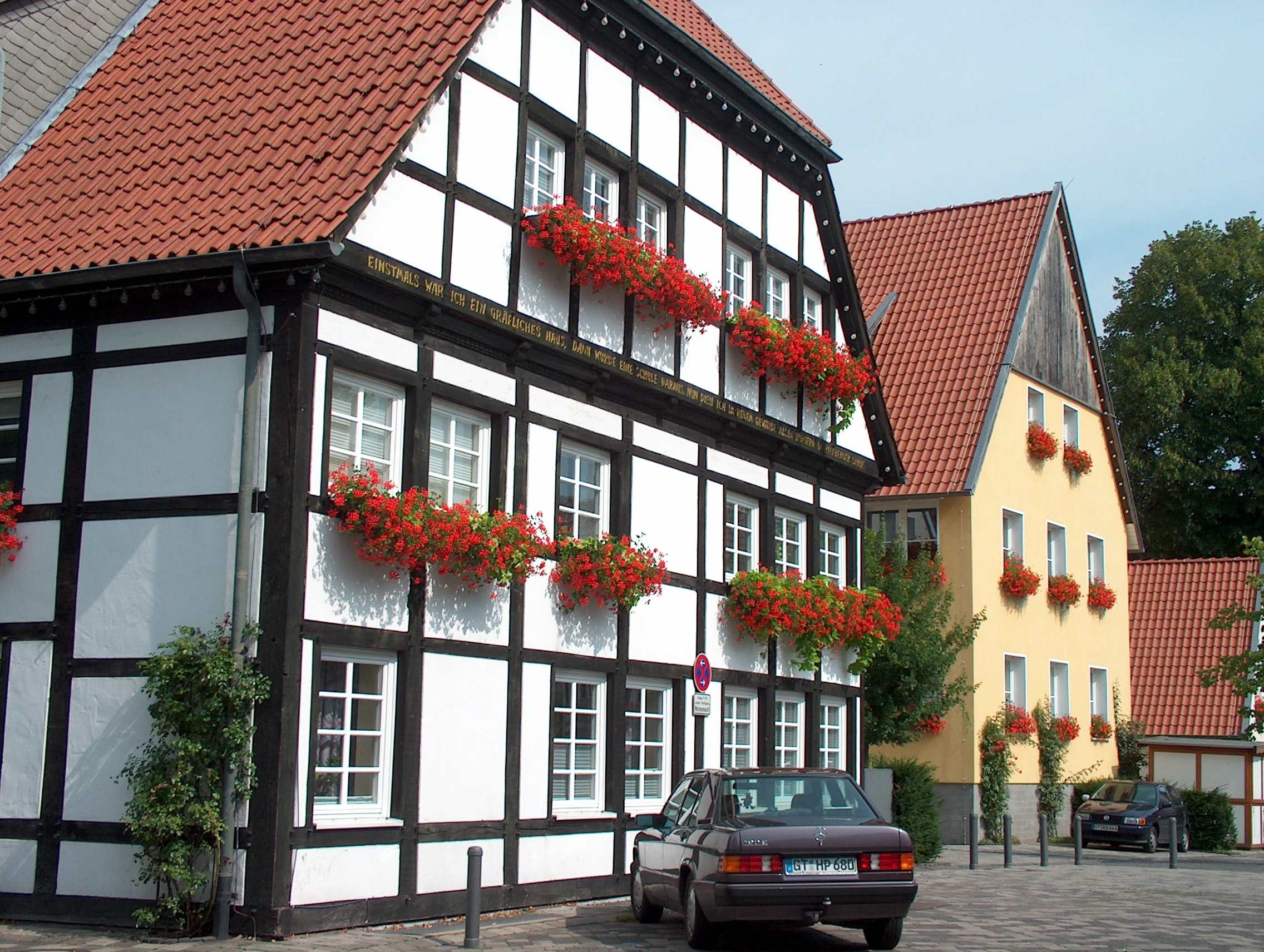
Häuser im historischen Stadtkern von Rietberg

### Geografische Lage
Rietberg liegt im Süden des Kreises Gütersloh, der politisch zum Regierungsbezirk Detmold in Nordrhein-Westfalen, Deutschland, gehört. Naturräumlich liegt die Stadt in der Emssandebene im Osten der Westfälischen Bucht an der Ems. Weitere nennenswerte Fließgewässer sind die Wapel und der Sennebach. Der überwiegende Teil der Bäche und Flüsse im Stadtgebiet mündet in die Ems. Die im äußersten Süden gelegenen Fließgewässer führen jedoch über die Glenne in die Lippe und somit letztendlich in den Rhein.
Nächste größere Städte sind im Nordwesten Rheda-Wiedenbrück in 10 km, im Norden Gütersloh in 14 km und Bielefeld in 26 km, im Südosten Paderborn in 27 km und im Süden Lippstadt in 18 km Entfernung.
Der höchste Punkt im Stadtgebiet befindet sich auf 93 m ü. NN, der niedrigste auf 74 m ü. NN.

### Geologie

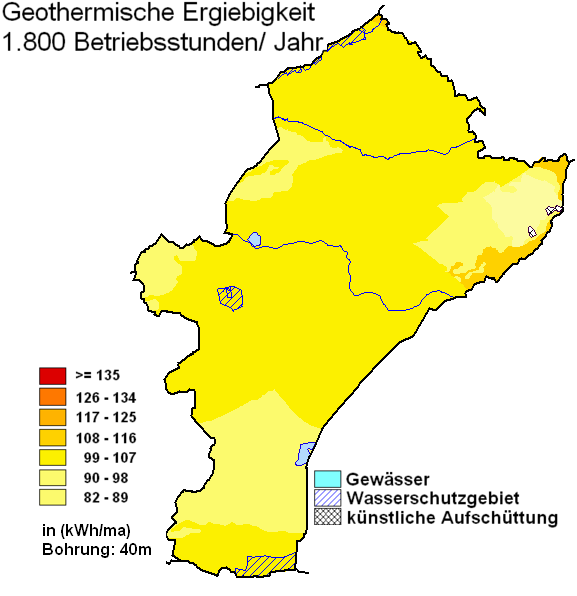
Geothermische Karte von Rietberg

Das Gebiet der Gemeinde ist flach und nur schwach gegliedert. Die tiefliegende Erdschicht wird von einem Sockel aus gefalteten Gesteinen des Erdaltertums (Devon, Karbon) gebildet. Darüber liegen Schluffmergel- und Tonmergelsteine des Erdmittelalters (Oberkreide), die bis über 800 m Stärke erreichen können und vereinzelt bis zur Erdoberfläche reichen, zum Beispiel an den Kreidehügeln von Westerwiehe.
Die Oberflächenschicht ist fast vollständig aus feinkörnigen Lockergesteinen aufgebaut. Diese Sande und Schluffe wurden von der Ems und ihren Zuflüssen während des Eiszeitalters und in der geologischen Gegenwartsepoche, also seit etwa 10.000 Jahren abgelagert und durch Erosion zu flachen Niederungen geformt. Beispielsweise kam es in der Emsaue östlich des Stadtgebietes in der Nacheiszeit zur Vermoorung tiefliegender Bereiche.
Rietberg eignet sich mittelmäßig bis gut, in kleinen Teilen des östlichen Gemeindegebietes sehr gut, zur Nutzung von geothermischen Wärmequellen mittels Erdwärmesonde und Wärmegewinnung durch Wärmepumpenheizungen (vgl. dazu die nebenstehende Karte).

### Ausdehnung und Nutzung des Gemeindegebiets
Die als kleine Mittelstadt klassifizierte Gemeinde umfasst eine Fläche von 110,31 km². Die größte Ausdehnung in Nord-Süd-Richtung beträgt rund 14 km, in Ost-West-Richtung etwa 18 km.
Der überwiegende Teil des Gemeindegebiets besteht aus landwirtschaftlich genutzter Fläche mit 72,3 %. Dies ist um 20 Prozentpunkte höher als der Landesdurchschnitt, liegt aber durchaus im Durchschnitt des ländlich geprägten Kreises Gütersloh. Die Waldfläche ist im Gegenzug um 22 Prozentpunkte unter dem Landesdurchschnitt. Die übrigen Flächenanteile sind auf Landesniveau.
| Fläche nach Nutzungsart | Landwirt- schaftsfläche | Wald- fläche | Gebäude-, Frei- und Betriebsfläche | Verkehrs- fläche | Wasser- fläche | Sport- und Grünfläche | sonstige Nutzung |
| ----------------------- | ----------------------- | ------------ | ---------------------------------- | ---------------- | -------------- | --------------------- | ---------------- |
| Fläche in km²           | 79,78                   | 3,93         | 14,15                              | 6,85             | 3,20           | 2,14                  | 0,26             |
| Anteil an Gesamtfläche  | 72,3 %                  | 3,6 %        | 12,8 %                             | 6,2 %            | 2,9 %          | 1,9 %                 | 0,2 %            |

### Nachbargemeinden
Beginnend im Süden, grenzt die Stadt Rietberg an Lippstadt (Kreis Soest), im Südwesten an Langenberg, im Westen an Rheda-Wiedenbrück, im Norden an Gütersloh und im Nordosten an Verl (alle Kreis Gütersloh) sowie im Osten an Delbrück (Kreis Paderborn).

### Stadtgliederung
Nach § 3 der Hauptsatzung wird das Gebiet der Stadt Rietberg in folgende sieben Ortschaften eingeteilt:
| Ortschaft    | Einwohner Stand 1. Januar 2023 | Fläche     |  |
| Bokel        | 1.888                          | 10,1 km²   |  |
| Druffel      | 1.170                          | 09,8 km²   |  |
| Mastholte    | 6.730                          | 28,0 km²   |  |
| Neuenkirchen | 5.884                          | 08,2 km²   |  |
| Rietberg     | 10.083                         | 21,5 km²   |  |
| Varensell    | 3.194                          | 17,7 km²   |  |
| Westerwiehe  | 2.506                          | 15,0 km²   |  |
| gesamt       | 31.455                         | 110,3 km²0 |  |

### Klima

Klimadiagramm für Rietberg 1961–1990

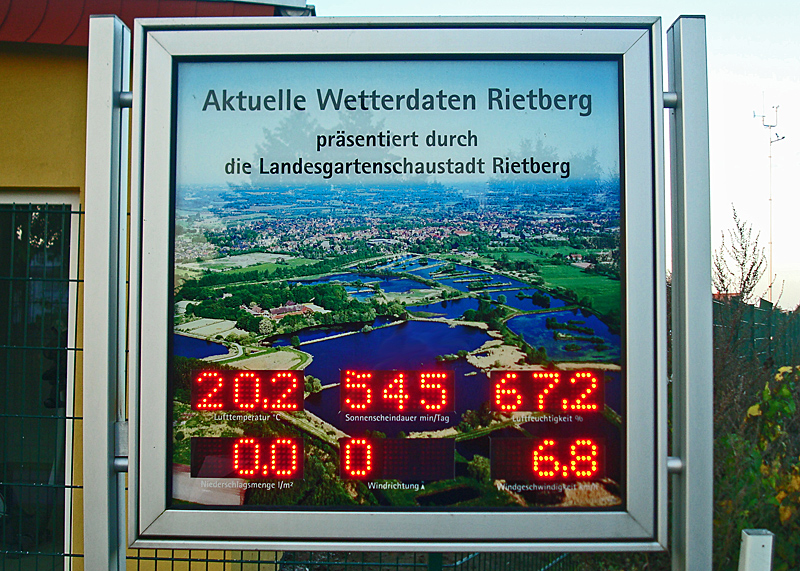
Wetterdaten auf dem Gelände der Landesgartenschau

→ Siehe auch: Klima in Ostwestfalen-Lippe

## Geschichte

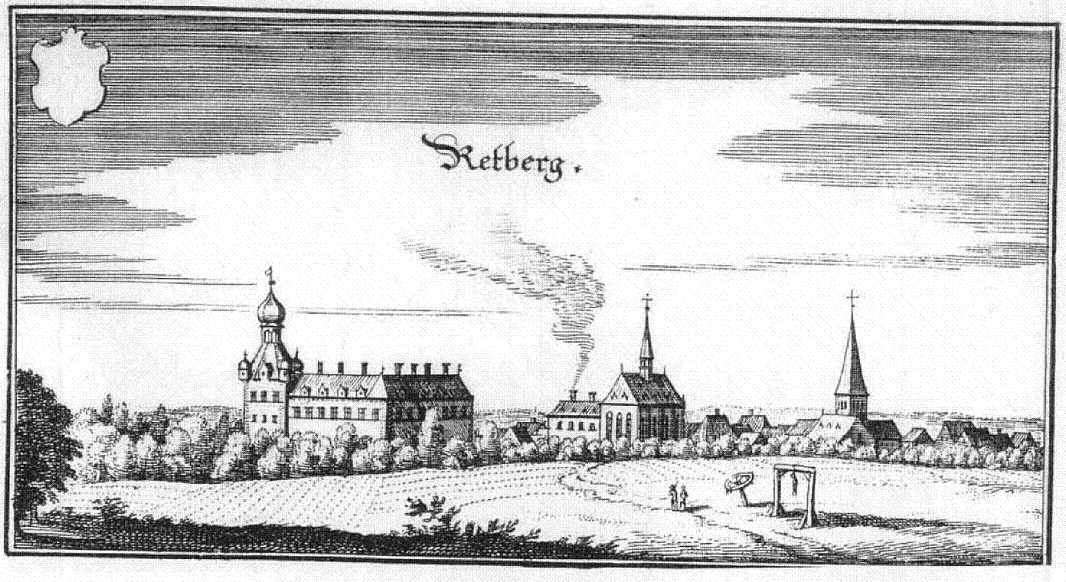
Historische Ansicht von Rietberg (1647)

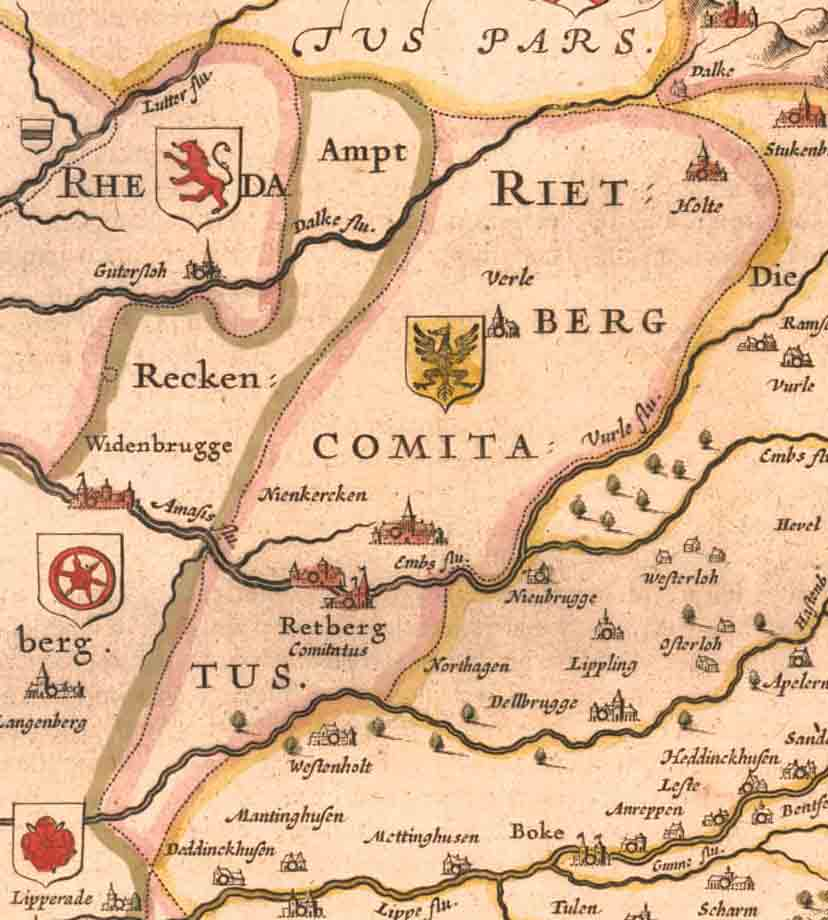
Grafschaft Rietberg, erstellt zwischen 1645 und 1662

### Erste Besiedlung und die Burg Rietberg
Das Gebiet um Rietberg war bereits in der Altsteinzeit von Menschen besiedelt. Das bezeugen Funde, die 1973 am Südrand der Stadt gemacht wurden. In der Großen Höppe fand man Überreste von Wohnplätzen. Das Inventar wurde in die Allerödzeit um 11.800 v. Chr. datiert.
Die erste Nennung von Rietberg erfolgte als Rietbike um 1100. Der Name entstand aus der Zusammenfügung von Ried (für Schilfrohr) und Bach. Bereits im 11. Jahrhundert war hier Rietberg als eine Burganlage errichtet worden – wohl als Grenzburg der Grafen von Werl-Arnsberg gegen Paderborn. Im Schatten der Burg siedelten sich Handwerker und Kaufleute an. Später wurde diese Besiedlung befestigt, Hauptstraße war die heutige „Rügenstraße“.

### Die Grafschaft Rietberg
Am 1. September 1273 kam es zur Erbteilung der Grafen Gottfried II. von Arnsberg und Konrad I. von Cuyk-Arnsberg. Graf Konrad machte das nördlich der Lippe gelegene Gebiet zu einem eigenständigen Territorium und benannte es nach der dortigen Burg „Grafschaft Rietberg“. Er selbst nannte sich Graf von Rietberg. Das Herrschaftsgebiet erstreckte sich von Schloß Holte/Liemke im Norden bis nach Mastholte im Süden. Im Osten grenzte es an das Hochstift Paderborn, im Westen an das zum Hochstift Osnabrück gehörende Amt Reckenberg mit seiner bischöflichen Verwaltung auf dem Reckenberg in Wiedenbrück.
Eine Urkunde vom 10. Oktober 1289, beginnend mit Nos judex, procosules et consules opidi Rethbergensis (übersetzt: Wir Richter, Bürgermeister und Ratmannen der Stadt Rietberg), ist der älteste Beleg, dass Rietberg eine Stadt mit eigener Ratsverfassung war. Daraus lässt sich schließen, dass die Burg und die Siedlung älter sind.
Trotz ihrer geringen Größe verfügte die Grafschaft über eigenes Militär und eine eigene Währung. Die Münzen wurden bis ins 17. Jahrhundert in der Müntestraße geprägt. Ferner gab es eigene Gesetze in der Grafschaft. Regiert wurde vom Schloss Rietberg aus, welches im 14. Jahrhundert etwa 1 km südlich der Stadt errichtet wurde.
Im Jahr 1456 musste Graf Konrad V. die bisher reichsunmittelbare Grafschaft dem hessischen Landgrafen Ludwig I. für 600 rheinische Gulden zu Lehen auftragen. Damit verlor Rietberg seine Unabhängigkeit und lag unter der Lehnsherrschaft der Landgrafen von Hessen.
1533 ließ Graf Otto III., der in zweiter Ehe mit Onna von Esens, Tochter des ostfriesischen Häuptlings Hero Omken, verheiratet war, in den Pfarrkirchen St. Johannes Baptist und St. Margareta von zwei Lippstädter Predigern die Reformation verkünden. Durch Verbindung Ottos mit Onna erwarb er die Anwartschaft auf das Harlingerland.
Sein Sohn aus erster Ehe, Graf Otto IV., starb 1552, ohne einen Erben zu hinterlassen. Damit fiel die Grafschaft an dessen Halbbruder Graf Johann II., der aus der zweiten Ehe seines Vaters stammte. 1540 wurde Johann II. auch Herrscher des Harlingerlands. Johann II. starb 1562 in einem Gefängnis in Köln, hinterließ zwei Töchter und die männliche Linie der Grafen von Rietberg starb aus. Zunächst zog der hessische Landgraf sein Lehen ein, die Töchter Armgard und Walburgis protestierten und bekamen die Grafschaft 1565 zugesprochen. Walburgis heiratete 1581 Graf Enno III. von Ostfriesland, der damit Herrscher über Rietberg und das Harlingerland wurde. Im Berumer Vergleich verzichtete er zu Gunsten seiner Tochter Sabina Catharina auf die Grafschaft Rietberg. Sabina Catharina erbte die Grafschaft und heiratete ihren Onkel Johann III. von Ostfriesland. Sie begründeten das Haus Ostfriesland in Rietberg und rekatholisierten die Grafschaft.
1690 starb auch die männliche Linie des Hauses Ostfriesland aus. 1699 fiel Rietberg durch die Heirat der Erbtochter Maria Ernestine Franziska an die Grafen von Kaunitz.

### Unter Napoleon und den Preußen
Von 1807 bis 1813 gehörte die Grafschaft Rietberg zum napoleonischen Königreich Westphalen unter König Jérôme Bonaparte. Die Stadt war dort Hauptort des Kantons Rietberg im Distrikt Paderborn des Departements der Fulda.
Dennoch wurde der Titel Graf zu Rietberg weiterhin vom jeweiligen Fürsten von Liechtenstein geführt, aktuell von Hans Adam II. von Liechtenstein und vom Prinzregenten Alois. 1815 wurde die Grafschaft durch den Wiener Kongress Preußen zugesprochen und erhielt den Status einer Standesherrschaft. Neben der Haupt- und einzigen Stadt Rietberg bestand die Grafschaft nur aus einer Anzahl von Bauerschaften, die unter der Preußenherrschaft Landgemeinden wurden. Seit 1816 gehörte Rietberg zum Kreis Wiedenbrück.
Im Jahr 1822 erwarb der Kaufmann Friedrich Ludwig Tenge sämtliche Güter der mediatisierten Grafschaft. Die Tengesche Domänengutsverwaltung wurde im Haus Münte untergebracht. Nach englischem Vorbild bauten bald Kötter ihre Häuser auf dem gepachteten Grund.
1843 wurde mit der Einführung der Westfälischen Landgemeindeordnung aus dem alten Kanton Rietberg das Amt Rietberg mit Sitz in Rietberg. Es umfasste außer der ehemaligen Landeshauptstadt die sieben Landgemeinden Bokel, Druffel, Mastholte, Moese, Neuenkirchen, Varensell und Westerwiehe. Auf Grund der zu niedrigen Einwohnerzahl von 2500 Personen erhielt Rietberg nicht die preußische Städteordnung, sondern blieb bis in die 1930er Jahre eine Titularstadt.
Seit den 1830er Jahren ging die Garnspinnerei, die auch in Rietberg betrieben wurde, deutlich zurück, so dass der Schlesische Weberaufstand 1844 bis hierher wirkte. 1845 beteiligten sich Rietberger Weber, Spinner, Handwerker und Bauern an einer Gründungsversammlung des Vereins für die arbeitenden Klassen in Bielefeld. Die Armut der Bauern gipfelte 1848, als zwei- bis dreitausend Bauern aus dem Rietberger Raum nach Niederbarkhausen, dem Wohnsitz des Tuchkaufmanns Tenge, zogen, der daraufhin die bäuerlichen Abgaben um 50 Prozent senkte.
Um Ruhe und Ordnung aufrechtzuerhalten, rief der Amtmann Pelizaeus am 24. März 1848 zur Gründung einer Bürgergarde auf, die von neun Uhr abends bis vier Uhr morgens patrouillieren sollte. 260 Mann meldeten sich für diesen Dienst, jedoch wurden die Bürgerwehren per Gesetz am 24. Oktober 1849 wieder aufgehoben.

### Kulturkampf in Rietberg
Das preußische Klostergesetz vom 31. Mai 1875 hob alle Orden und ordensähnlichen Kongregationen auf, so auch das Franziskanerkloster in Rietberg. Amtmann Duve meldete der Regierung in Minden die Staatsgefährlichkeit der Franziskaner, worauf es Proteste gegen ihn gab. Zum 10. August 1875 wurde das Kloster aufgehoben, einige Kranke und altersschwache Franziskaner durften jedoch bleiben. Es wurde überlegt, wie man die Gebäude sinnvoll nutzen könnte. So sollte das Progymnasium in das Kloster verlegt werden, wozu es jedoch nicht kam. Allerdings wurde das so genannte Fürstenzimmer zum Turnsaal der Schule. Am 18. Oktober 1887 erhielt der Orden das Kloster zurück.
In den 1870er Jahren bekam Rietberg eine Straßenbeleuchtung mit Petroleumlampen. Anfang des 20. Jahrhunderts wurden die ersten elektrischen Leitungen gelegt und Stromlieferungsverträge abgeschlossen. Darauf folgten die zentrale Versorgung der Stadt mit Trinkwasser und die geregelte Entsorgung der Abwässer.

### Erster Weltkrieg

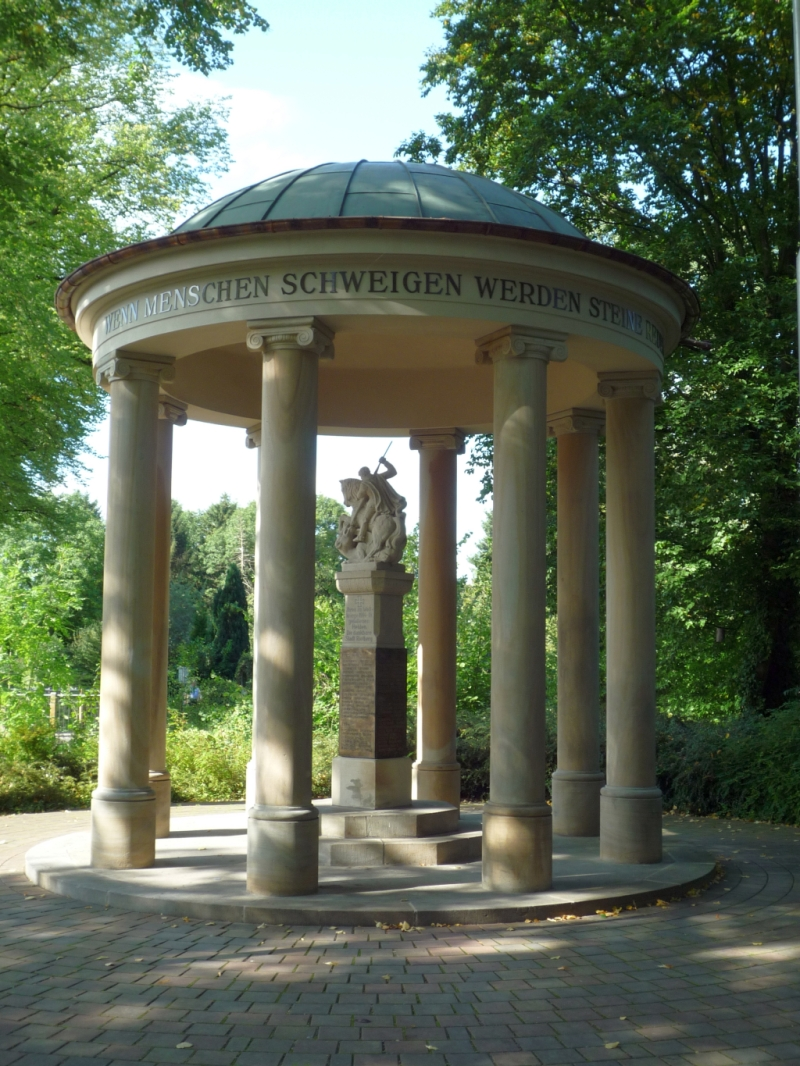
Kriegerdenkmal für die Gefallenen des Ersten Weltkriegs (1914–1918)

Unter den ersten im Ersten Weltkrieg einberufenen Soldaten war auch Gendarmeriewachtmeister Wolfram, so dass Polizeisergeant Stoltz überlastet war. Man wählte zwei Feuerwehrhauptleute zu Hilfspolizisten und richtete eine zwölfköpfige Bürgerwehr ein. Stadt und Progymnasium richteten Jugendwehren ein. Ab 1915 wurden die Lebensmittel in Rietberg mit Brot- und Fettkarten rationiert. Es folgte die Rationierung von Kohle und Petroleum. Fehlende Arbeitskräfte wurden mit Kriegsgefangenen, die in Neuenkirchen, Westerloh, Westerwiehe und Mastholte untergebracht waren, ausgeglichen. Dennoch mussten viele Frauen und Kinder schwere Belastungen auf sich nehmen. Die Bevölkerung vor Ort verstand es, sich gegenseitig zu helfen, was das Vereinsleben stärkte. So wurde gemeinsam gestrickt oder Konserven sterilisiert. Im Juni 1917 wurden zwei der drei Kirchturmglocken zu Kriegszwecken eingeschmolzen. Trotz der Kriegswirren konnte in Rietberg 1915/16 das Rathaus umgebaut und 1917 ein Ortstatut gegen die Verunstaltung des Ortsbildes verabschiedet werden. Nach dem Krieg wurden in Rietberg deutsche Soldaten einquartiert, die an der Westfront in Frankreich und Belgien gekämpft hatten. 1923 wurde im Gedenken an die 80 Gefallenen ein Mahnmal aufgestellt. Insgesamt waren 334 Rietberger zum Kriegsdienst eingezogen worden.

### Weimarer Republik und Nationalsozialismus

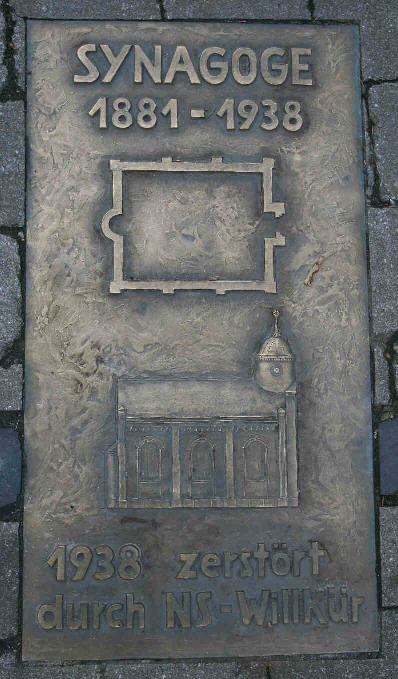
Gedenkplatte zur Zerstörung der Synagoge in Neuenkirchen

1919 wurde in Rietberg die Bürgerwehr wiedergegründet, die aus 399 Männern in acht Gruppen bestand. Ihre Zahl wurde 1920 auf 20 Personen verkleinert, da zuvor der Dienst nicht ordnungsgemäß versehen worden war.
Zur Reichstagswahl am 5. März 1933 existierte in Rietberg noch keine NSDAP-Ortsgruppe, so dass die Zentrumspartei die Wahl mit 65,4 % der Stimmen die Wahl gewann. Die NSDAP wurde mit 25,9 % zweitstärkste Partei. Auch bei der eine Woche später stattfindenden Gemeinderatswahl war keine Verschiebung der Machtverhältnisse in Rietberg zu erkennen. Dennoch wurden am 9. März am Rathaus eine Hakenkreuzflagge von Nationalsozialisten gehisst. Am 18. April 1933 erfolgte die Gründung einer NSDAP-Ortsgruppe, der sich 70 Mitglieder, davon fünf Gemeindeverordnete, anschlossen. Der erste Feiertag der nationalen Arbeit am 1. Mai 1933 wurde als Volksfest gefeiert. Die Häuser waren mit Flaggen und Grün geschmückt, am Rathaus waren Bilder von Hitler und Reichspräsident Hindenburg zu sehen. Mittags gab es ein Platzkonzert und die zentralen Feiern in Berlin wurden per Lautsprecher übertragen. Die Brauchtumsveranstaltungen der Stadt wurden mit politischem Hintergrund neu organisiert, so führten die Hitlerjugend und der Bund Deutscher Mädel die zusammengelegten Osterfeuer durch und am 21. Juni 1934 gab es auf dem Schützenplatz einen Tag der Jugend.
In der Reichspogromnacht vom 9. auf den 10. November 1938 wurde die Synagoge in Neuenkirchen in Brand gesteckt. In der nächsten Nacht wurden die jüdischen Wohn- und Geschäftshäuser angezündet. Wiederholt gerieten Geistliche ins Visier der Gestapo, weil sie entweder verbotene Jugendarbeit oder negative Äußerungen über den Nationalsozialismus machten. Die meisten mussten Verhöre, Durchsuchungen, Beschlagnahmungen oder Haft über sich ergehen lassen. Einzig Pater Kilian Kirchhoff, der ostkirchliche Hymnen übersetzt hatte, wurde 1943 in Dortmund wegen staatszersetzender Äußerungen verhaftet und am 7. März 1944 in Berlin zum Tode verurteilt. Das Urteil wurde am 24. April 1944 durch Enthauptung vollstreckt.

### Zweiter Weltkrieg
Nach Beginn des Zweiten Weltkriegs wurden von Oktober 1939 bis Mitte Februar 1940 in Rietberg Artillerie- und Infanterieeinheiten aus Brandenburg und Nordbayern für die Westoffensive gegen Holland, Belgien, Luxemburg und Frankreich stationiert. Bis April 1940 wurden etwa 200 Soldaten aus Rietberg rekrutiert, von denen bis zum Sommer 1941 zwei gefallen waren. Nach dem Angriff auf die Sowjetunion am 22. Juni 1941 hatte die Stadt bereits 205 Gefallene und Vermisste zu beklagen.
Während des Krieges gab es vereinzelte Bombenabwürfe auf die Stadt. So setzte eine Brandbombe in der Nacht vom 7. auf den 8. Oktober 1940 ein Wohnhaus in Flammen. Im Juni 1943 verlegte man das ausgebombte Waisenhaus der Vinzentinerinnen von Dortmund nach Rietberg. Im Herbst 1943 begann man mit dem Bau eines Bunkers auf dem Schulhof, die Rietberg-Werke errichteten einen eigenen für die Belegschaft. Anfang Oktober 1944 nahmen die Amerikaner Aachen ein und im Amt Rietberg mussten 2.100 Flüchtlinge untergebracht werden; 250 davon wurden in der Stadt aufgenommen. Am 18. Oktober 1944 stationierte die Wehrmacht die 700 Mann starke 9. SS-Panzer-Division „Hohenstaufen“ in der Volksschule, es folgte das Luftgaukommando des VI. Armeekorps aus Münster, Abteilung Ärzte. Ab dem 7. Februar 1945 war neben der Volksschule auch das Gymnasium von Truppen blockiert, so dass der Unterricht bis zum 25. September 1945 komplett ausfiel. Am 1. April 1945 erreichten amerikanische Truppen die Stadt und brachten das Ende des Krieges und des Nationalsozialismus.

### Nachkriegszeit
Die Amerikaner errichteten im Pfarrhaus eine Ortskommandantur. Am 6. April des Jahres setzten sie Anton Paehler als Stadt- und Amtsbürgermeister ein; am Tag zuvor war Karl Agethen abgesetzt worden. Leitungswasser und Strom standen nur begrenzt zur Verfügung, die Post wurde nicht befördert und die Eisenbahn fuhr nicht. Am 1. Juni 1945 wurde der Postverkehr für Privatleute im Amt Rietberg und im Amt Verl aufgenommen. Briefmarken mit dem Hitler-Porträt durften nicht verwendet werden, so dass Briefe direkt im Postamt gestempelt wurden. Am 15. Juni nahm der Senneblitz den Personennahverkehr wieder auf. Am 25. September wurde in den Schulen der Unterricht für die Unterklassen wieder aufgenommen. Am 12. Oktober folgten die Oberklassen. Bis zum 12. Dezember 1945 durfte mangels Schulbüchern kein Deutsch-, Geschichts- und Erdkundeunterricht erteilt werden.

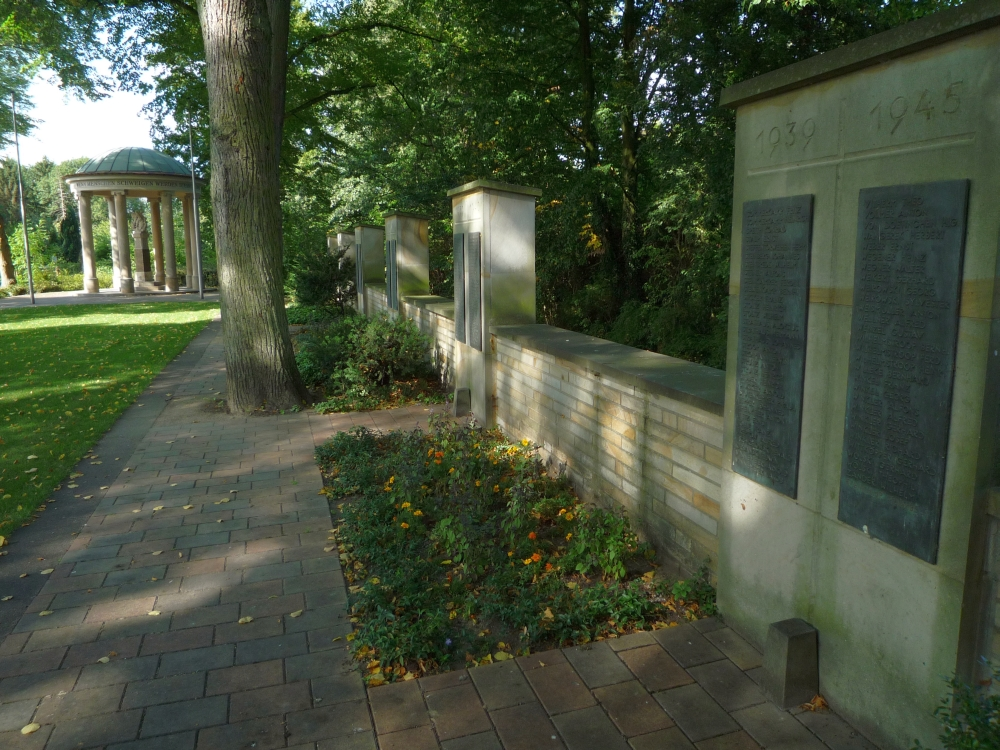
Namen der Gefallenen des Zweiten Weltkriegs

In den folgenden Jahren fehlte es in Rietberg an Allem. Hauptbrotsorte nach dem Krieg war das Maisbrot, dessen Hauptzutat aus amerikanischen Lieferungen stammte. Im Winter 1946 wurde die Schulspeisung eingeführt und diente bis 1950 als Ernährungsgrundlage für Kinder und Jugendliche. Da es durch die Knappheit oft zu Diebstählen und Plünderungen der bestellten Felder kam, wurde am 11. Juli 1946 ein Flur- und Selbstschutz eingeführt, zu dem alle männlichen Einwohner zwischen 20 und 45 Jahren verpflichtet waren. Von Juli bis September durfte die Feldflur von 21 bis 5 Uhr nicht betreten werden. Bis 1948 kamen auch Menschen aus dem Ruhrgebiet nach Rietberg, um Lebensmittel zu hamstern.
Nach der Währungsreform 1948 und dem darauf folgenden Aufschwung wurden in Rietberg etliche Eigenheime gebaut. Nach 1952 begann man auch mit städtischen Bauten. Am 25. April 1952 fiel der Entschluss, ein Feuerwehrhaus, ein Freibad und einen Erweiterungsbau der Volksschule zu errichten. Noch im selben Jahr war das Feuerwehrhaus, im August des folgenden Jahres auch das Freibad fertiggestellt. Nachdem der Personennahverkehr von Wiedenbrück nach Sennelager am 31. März 1958 eingestellt wurde, nahm der Kraftverkehr in Rietberg zu und es musste eine neue Emsbrücke errichtet werden. In dieser Zeit erholte sich auch das gesellschaftliche Leben und es wurden viele Vereine neu oder wieder gegründet. Bis zum Volkstrauertag 1966 wurde die Gedenkstätte für die Gefallenen des Ersten Weltkriegs erweitert und neu gestaltet. Das Mahnmal bekam außer einem neuen Standort auch Tafeln mit den 381 Namen der Opfer des Zweiten Weltkriegs.

### Kommunale Neuordnung und Infrastruktur
1970 schlossen sich durch das Gesetz zur Neugliederung des Kreises Wiedenbrück und von Teilen des Kreises Bielefeld die Gemeinden des Amtes Rietberg zur neuen Stadt Rietberg zusammen, wobei Moese und Mastholte einen gemeinsamen Ortsteil mit dem Namen Mastholte bildeten. 1973 wurde der Kreis Wiedenbrück und damit auch Rietberg dem neu gebildeten Kreis Gütersloh eingegliedert. Nach der Umstrukturierung begann man in Rietberg mit der Ausweisung weiterer Wohngebiete und der Gewerbegebiete Tenge-Rietberg, Südstraße und Esphorst. Noch um 1970 waren 17 % der Erwerbstätigen in der Landwirtschaft beschäftigt. In den neuen Gewerbegebieten siedelten sich vornehmlich Betriebe der Metall- und Holzverarbeitung an. Durch die neue Bebauung mussten auch 150 m Kanalleitung saniert oder neu verlegt werden. Zur Abwasserreinigung konnten vier Klärwerke errichtet werden. Das Straßennetz wurde auf 125 km neu gebaut und zehn Kindergärten eingerichtet. Darüber hinaus entstand für über 30 Mio. DM ein errichtet. Dies wurde notwendig, weil die Volksschulen aufgelöst und Grund- und weiterführende Schulen eingerichtet werden sollten. 1977 wurde die Volkshochschule Reckenberg-Ems gegründet und Altenheime aufgebaut.
Am 31. Mai 1975 wurde der Bahnhof in Rietberg an der Strecke Wiedenbrück–Sennelager geschlossen. Im selben Jahr erfolgte ein Umbau der Krankenhäuser in Rietberg und Neuenkirchen zu Altenpflegeheimen. 1976 begann die Erweiterung des Rathauses und des Verwaltungsgebäudes; die Arbeiten konnten 1978 abgeschlossen werden. 1980 wurde die Umgehungsstraße B 64 eröffnet. 1985 bis 1987 wurde das Progymnasium umgebaut. Im Jahr 2008 war Rietberg Ausrichter der Landesgartenschau. Seit dem 23. Juni 2009 trägt die Stadt das Gütesiegel „Staatlich anerkannter Erholungsort“. Voraussetzung dafür waren laut Kurortegesetz des Landes Nordrhein-Westfalen Kur- und Erholungsgebiete, die im Zuge der Landesgartenschau 2008 entstanden sind.

### Religion
Die Bevölkerung ist wie in großen Teilen des südlichen Ostwestfalens überwiegend katholisch. Entsprechend gibt es mit den katholischen Kirchengemeinden St. Anna Bokel, St. Jakobus d. Ä. Mastholte, St. Margareta Neuenkirchen, St. Johannes Baptist Rietberg, St. Marien Varensell und St. Laurentius Westerwiehe (alle im Dekanat Rietberg-Wiedenbrück des Erzbistums Paderborn) sechs katholische Gemeinden im Stadtgebiet, zusätzlich eine Benediktinerinnen-Abtei in Varensell, jedoch nur eine evangelische Kirchengemeinde in Rietberg. Während der Reformation war Rietberg für kurze Zeit protestantisch, wurde jedoch im Zuge der Gegenreformation erneut katholisch.
Die evangelische Kirchengemeinde hat 3.787 Mitglieder, also etwa 12 % der Gesamtbevölkerung, und hält Gottesdienste in zwei Kirchen in Rietberg und Mastholte ab. Auf ihre heutige Größenordnung wuchs die Gemeinde nach Ende des Zweiten Weltkrieges an, als protestantische Flüchtlinge und Vertriebene auch in die katholischen Gebiete Ostwestfalens zogen.
Muslimische Rietberger haben an der Lange Straße im Ortsteil Neuenkirchen eine Moschee errichtet, die von einem Türkisch-Islamischen Kulturverein betrieben wird. (Standort der Moschee)
Die genaue konfessionelle Zusammensetzung der Rietberger wird amtlich nicht publiziert, ein nicht repräsentatives Indiz mag die Konfessionszugehörigkeit der Rietberger Schüler sein. Demnach sind 62,8 % aller Schüler, die Rietberger Schulen besuchen, katholisch, 15,7 % evangelisch, 9 % islamisch und 6,5 % gaben an, einer anderen Konfession zugehörig zu sein; 6 % bezeichneten sich als konfessionslos.
Ältere amtliche Zahlen aus dem Jahr 1965 geben an, dass rund 88 % der Rietberger katholisch und 11,5 % der Bevölkerung evangelisch waren. Konfessionslos oder einer sonstigen Konfession angehörig waren weniger als 1 % der Bevölkerung.
Einen ersten Hinweis auf jüdische Bewohner gibt eine Urkunde des Grafen Wilhelm von Jülich, Berg und Ravensberg vom 12. Februar 1310, die Nennekun van Rethberghe, eine Jüdin aus der Grafschaft Rietberg nennt. Auch in Urkunden der folgenden Jahrhunderte werden immer wieder jüdische Bürger genannt. Für 1567 ist ein jüdischer Friedhof der Israelitischen Gemeinde der Grafschaft Rietberg belegt. Ab der Mitte des 17. Jahrhunderts bis Mitte des 18. Jahrhunderts ist nichts über Juden in Rietberg überliefert. Ab 1738 werden sie wieder erwähnt. 1750 war in einem Privathaushalt in Neuenkirchen eine Bet- und Schulstube eingerichtet, die am 2. Januar 1758 als Synagoge angemeldet wurde. In dieser Zeit ging die Israelitische Gemeinde in die Synagogengemeinde Neuenkirchen über und gründete 1760 einen Unterstützungs- und Beerdigungsverein, der Arme und Kranke versorgte. Am 7. März 1768 wurde die Genehmigung zum Neubau einer Synagoge erteilt. Ein jüdischer Friedhof entstand in direkter Nachbarschaft. Für das Jahr 1817 sind im Einzugsbereich der Synagoge 145 Juden nachgewiesen, die in Neuenkirchen, Verl, Rietberg, Kaunitz und Mastholte wohnten. Einen eigenen Rabbiner hatte die Gemeinde nicht, die Gemeindeaufsicht wurde vom Oberrabbiner für Paderborn, Corvey und Rietberg geführt. Beim Dorfbrand 1880 brannte auch die Synagoge nieder. Noch im September desselben Jahres konnte mit dem Neubau begonnen werden. Nach der Machtübernahme durch die Nationalsozialisten wurde im April 1933 der erste Jude in Schutzhaft genommen. Mit Wirkung zum 1. Januar 1938 verlor die Gemeinde in Neuenkirchen ihren Status und die Mitglieder wurden 1940 der Gemeinde in Gütersloh zugeordnet. Am 10. November 1938 wurde die Synagoge und weitere jüdische Wohn- und Geschäftshäuser in der Reichspogromnacht niedergebrannt. Aus dem Gemeindegebiet gelang einem Teil der Juden die Auswanderung, die übrigen wurden in das KZ Theresienstadt deportiert und ermordet. Nach dem Krieg kehrten nur vereinzelt Bewohner jüdischer Herkunft nach Rietberg und Neuenkirchen zurück. Der Standort der Synagoge ist heute mit der nebenstehenden Gedenktafel markiert.
In der Stadt leben einige syrisch-orthodoxe Christen.

### Eingemeindungen
Gemäß § 5 des „Gesetzes zur Neugliederung des Kreises Wiedenbrück und von Teilen des Kreises Bielefeld“ vom 4. Dezember 1969 wurden am 1. Januar 1970 die bisher amtsangehörige Stadt Rietberg und die Gemeinden Bokel, Druffel, Mastholte, Moese, Neuenkirchen, Varensell und Westerwiehe, die alle dem Amt Rietberg des Kreises Wiedenbrück angehörten, zur neuen Stadt Rietberg zusammengeschlossen. Das Amt Rietberg wurde aufgelöst; Rechtsnachfolgerin wurde die neue Stadt Rietberg. Gleichzeitig schlossen sich Mastholte und Moese zu einer Ortschaft unter dem Namen Mastholte zusammen.
Mit Wirkung vom 1. Januar 1975 wurden aufgrund § 45 des „Gesetzes zur Neugliederung der Gemeinden und Kreise des Neugliederungsraumes Münster/Hamm (Münster/Hamm-Gesetz)“ vom 9. Juli 1974 Flurstücke aus der Stadt Rietberg (Gemarkung Mastholte) in die Stadt Lippstadt ausgegliedert und aufgrund des § 23 des „Gesetzes zur Neugliederung der Gemeinden und Kreise des Neugliederungsraumes Sauerland/Paderborn (Sauerland/Paderborn-Gesetz)“ vom 5. November 1974 Flurstücke aus der Gemarkung Westenholz in die Stadt Rietberg (Ortschaft Mastholte) eingegliedert.

### Einwohnerentwicklung

Bevölkerungsentwicklung in Rietberg von 1818 bis 2017 (untere Linie: jeweiliger Gebietsstand, obere Linie: heutiger Gebietsstand)

Die folgende Übersicht zeigt die Einwohnerzahlen der Stadt Rietberg nach dem jeweiligen Gebietsstand, bei einigen Jahren zusätzlich nach heutigem Gebietsstand. Bei den Zahlen handelt es sich bis 1970 und für 1987 um Volkszählungsergebnisse und ab 1975 um amtliche Fortschreibungen des Landesamtes für Datenverarbeitung und Statistik. Die Zahlen von 1975 bis 1985 sind geschätzte Werte, die Zahlen ab 1990 Fortschreibungen auf Basis der Ergebnisse der Volkszählung von 1987. Die Angaben beziehen sich ab 1871 sowie für 1946 auf die Ortsanwesende Bevölkerung, ab 1925 auf die Wohnbevölkerung und ab 1985 auf die Bevölkerung am Ort der Hauptwohnung. Vor 1871 wurden die Einwohnerzahlen nach uneinheitlichen Erhebungsverfahren ermittelt.
Bei der Gemeinde Rietberg ab 1970 beziehen sich die Daten vor 1970 ebenfalls auf die Gemeinde Rietberg in ihrem heutigen Zuschnitt.
| Jahr            | Einwohner |
| --------------- | --------- |
| 1818 (31. Dez.) | 1.386     |
| 1831 (3. Dez.)  | 1.676     |
| 1837 (3. Dez.)  | 1.801     |
| 1843 (3. Dez.)  | 2.052     |
| 1849 (3. Dez.)  | 2.108     |
| 1852 (3. Dez.)  | 2.008     |
| 1858 (3. Dez.)  | 1.950     |
| 1867 (3. Dez.)  | 1.923     |
| 1871 (1. Dez.)  | 1.912     |
| 1885 (1. Dez.)  | 1.868     |

| Jahr            | Einwohner |
| --------------- | --------- |
| 1871 (1. Dez.)  | 1.912     |
| 1885 (1. Dez.)  | 1.868     |
| 1895 (1. Dez.)  | 1.833     |
| 1905 (1. Dez.)  | 2.197     |
| 1925 (16. Juni) | 2.956     |
| 1933 (16. Juni) | 3.210     |
| 1946 (29. Okt.) | 4.270     |
| 1950 (13. Sep.) | 4.541     |
| 1961 (6. Juni)  | 5.500     |

| Jahr            | Einwohner |
| --------------- | --------- |
| 1939 (17. Mai)  | 13.291    |
| 1950 (13. Sep.) | 17.322    |
| 1961 (6. Juni)  | 18.425    |
| 1970 (27. Mai)  | 20.377    |
| 1974 (30. Juni) | 22.226    |
| 1975 (31. Dez.) | 22.416    |
| 1980 (31. Dez.) | 23.598    |
| 1985 (31. Dez.) | 23.375    |
| 1987 (25. Mai)  | 22.782    |
| 1990 (31. Dez.) | 24.138    |

| Jahr            | Einwohner |
| --------------- | --------- |
| 1995 (31. Dez.) | 26.435    |
| 2000 (31. Dez.) | 28.029    |
| 2005 (31. Dez.) | 28.790    |
| 2007 (31. Dez.) | 28.841    |
| 2012 (31. Dez.) | 28.583    |
| 2017 (31. Dez.) | 29.432    |
| 2022 (31. Dez.) | 29.919    |

## Politik

### Stadtrat
- Grüne: 4
- SPD: 3
- FW: 12
- FDP: 2
- CDU: 17

Der Stadtrat hat gegenwärtig 38 Mitglieder aus fünf Parteien und Wählergruppen. Hinzu kommt der Bürgermeister als Ratsvorsitzender. Die folgende Tabelle zeigt die Kommunalwahlergebnisse seit 1975:
|                                                                                                  | CDU Nordrhein-Westfalen | CDU Nordrhein-Westfalen | Freie Wähler, UWG etc. | Freie Wähler, UWG etc. | SPD Nordrhein-Westfalen | SPD Nordrhein-Westfalen | Bündnis 90/Die Grünen | Bündnis 90/Die Grünen | FDP Nordrhein-Westfalen | FDP Nordrhein-Westfalen | Gesamt | Gesamt                        | Wahl- beteiligung |
| Wahlperiode                                                                                      | %                       | Mandate                 | %                      | Mandate                | %                       | Mandate                 | %                     | Mandate               | %                       | Mandate                 | %      | Gesamtanzahl der Sitze im Rat | %                 |
| 1975–1979                                                                                        | 62,20                   | 25                      | 19,60                  | 08                     | 14,90                   | 6                       | −                     | –                     | 3,30                    | 0                       | 100    | 39                            | 89,30             |
| 1979–1984                                                                                        | 54,70                   | 21                      | 26,60                  | 11                     | 18,70                   | 7                       | −                     | –                     | −0                      | –                       | 100    | 39                            | 75,30             |
| 1984–1989                                                                                        | 56,60                   | 24                      | 20,90                  | 09                     | 14,60                   | 6                       | 4,6                   | 0                     | 3,30                    | 0                       | 100    | 39                            | 74,80             |
| 1989–1994                                                                                        | 52,90                   | 21                      | 22,80                  | 09                     | 24,30                   | 9                       | −                     | –                     | −0                      | –                       | 100    | 39                            | 70,10             |
| 1994–1999                                                                                        | 50,00                   | 20                      | 21,00                  | 08                     | 22,30                   | 9                       | 6,8                   | 2                     | −0                      | –                       | 100    | 39                            | 84,90             |
| 1999–2004                                                                                        | 57,70                   | 22                      | 23,40                  | 09                     | 13,90                   | 5                       | 3,5                   | 1                     | 1,60                    | 1                       | 100    | 38                            | 64,50             |
| 2004–2009                                                                                        | 55,30                   | 21                      | 22,20                  | 10                     | 11,20                   | 4                       | 4,7                   | 2                     | 3,70                    | 1                       | 100    | 38                            | 62,10             |
| 2009–2014                                                                                        | 52,20                   | 20                      | 29,10                  | 11                     | 9,1                     | 3                       | 5,1                   | 2                     | 4,50                    | 2                       | 100    | 38                            | 60,10             |
| 2014–2020                                                                                        | 43,97                   | 17                      | 37,34                  | 14                     | 11,00                   | 4                       | 05,25                 | 2                     | 2,43                    | 1                       | 100    | 38                            | 54,44             |
| 2020–                                                                                            | 43,11                   | 17                      | 32,38                  | 12                     | 08,35                   | 3                       | 11,46                 | 4                     | 4,69                    | 2                       | 100    | 38                            | 55,60             |
| Prozentanteile gerundet. Quellen: Landesdatenbank NRW; Landesbetrieb Information und Technik NRW |                         |                         |                        |                        |                         |                         |                       |                       |                         |                         |        |                               |                   |

### Weitere Wahlergebnisse
Die Ergebnisse der letzten Landtags-, Bundestags- und Europawahlen werden in der nachfolgenden Tabelle dargestellt. Rietberg gehört zum Landtagswahlkreis Gütersloh III (96) und zum Bundestagswahlkreis Gütersloh I (131), deren Direktmandate bei der Landtagswahl 2017 André Kuper (CDU) zum zweiten Mal und bei der Bundestagswahl 2017 Ralph Brinkhaus (CDU) zum dritten Mal in Folge gewannen.
Am 13. Mai 2018 fand ein Bürgerentscheid zur Aufhebung der Aufstellungsbeschlüsse für ein City Outlet in Rietberg statt, bei dem sich 54,21 Prozent der Wähler für die Aufhebung und damit gegen das geplante Outlet aussprachen. Die Beteiligung lag bei 47,18 Prozent.
| | CDU Nordrhein-Westfalen | SPD Nordrhein-Westfalen | FDP Nordrhein-Westfalen | Bündnis 90/Die Grünen | Die Linke | PIRATEN | FREIE WÄHLER | AfD  | Sonstige | Wahl- beteiligung |
| Wahlperiode | %                       | %                       | %                       | %                     | %         | %       | %            | %    | %        | %                 |
| Landtagswahl 2005 | 70,37                   | 18,68                   | 04,58                   | 03,69                 | 01,261    | –       | –            | –    | 1,42     | 66,85             |
| Bundestagswahl 2005 | 55,92                   | 23,95                   | 10,31                   | 04,76                 | 02,992    | –       | –            | –    | 2,07     | 81,03             |
| Europawahl 2009 | 59,92                   | 13,58                   | 11,56                   | 08,22                 | 1,87      | 0,47    | –            | –    | 4,38     | 46,52             |
| Bundestagswahl 2009 | 51,31                   | 16,80                   | 16,67                   | 07,07                 | 4,23      | 1,22    | –            | –    | 2,70     | 74,07             |
| Landtagswahl 2010 | 55,39                   | 20,68                   | 07,21                   | 09,39                 | 2,98      | 0,87    | –            | –    | 3,48     | 60,04             |
| Landtagswahl 2012 | 46,43                   | 26,52                   | 08,30                   | 07,95                 | 1,21      | 5,57    | 1,17         | –    | 2,85     | 62,56             |
| Bundestagswahl 2013 | 58,31                   | 21,22                   | 04,99                   | 05,69                 | 3,29      | 1,58    | 0,91         | 2,34 | 1,67     | 74,41             |
| Europawahl 2014 | 56,83                   | 20,33                   | 03,17                   | 07,47                 | 2,40      | 0,76    | 2,91         | 3,20 | 2,93     | 57,21             |
| Landtagswahl 2017 | 52,42                   | 21,43                   | 11,16                   | 04,90                 | 2,55      | 0,73    | 1,07         | 3,89 | 1,85     | 68,40             |
| Bundestagswahl 2017 | 50,51                   | 15,99                   | 13,90                   | 06,07                 | 4,16      | 0,35    | 0,79         | 6,30 | 1,93     | 62,56             |
| Europawahl 2019 | 43,84                   | 11,97                   | 06,74                   | 20,64                 | 2,23      | 0,57    | 2,43         | 5,11 | 6,47     | 62,76             |
| Prozentanteile gerundet. Quellen: Landesdatenbank NRW; Landesbetrieb Information und Technik NRW; wahlen.regioit.de Ergebnisse der Bundestagswahlen sind Zweitstimmenergebnisse. 1 WASG, 2 Linkspartei.PDS |                         |                         |                         |                       |           |         |              |      |          |                   |

### Bürgermeister und Stadtdirektoren
Erster Bürgermeister der Stadt Rietberg nach der Kommunalreform war im Jahr 1970 der Westerwieher Versicherungskaufmann und bisherige Amtsbürgermeister Franz Funke. 1997 wurde André Kuper (CDU) hauptberuflicher Bürgermeister, der am 12. September 1999 mit einem Wahlergebnis von 82,9 % der gültigen Stimmen gewählt wurde.
Er setzte sich auch am 26. September 2004 mit einem Wahlergebnis von 77,1 % im ersten Wahlgang gegen einen Mitbewerber und 2009 mit 73,39 % gegen zwei Mitbewerber durch.
Bei der NRW-Landtagswahl am 13. Mai 2012 errang Kuper mit 49,57 % der Erststimmen das Direktmandat für die CDU in seinem Wahlkreis. Daher überreichte ihm der Landrat des Kreises Gütersloh am 17. Mai 2012 die Entlassungsurkunde, sodass er mit Ablauf dieses Tages aus dem Dienst ausschied. Bis zur Wahl eines Nachfolgers übte der Beigeordnete Dieter Nowak das Amt in seiner Funktion als Allgemeiner Stellvertreter kommissarisch aus.
Am 28. Oktober 2012 wurde der als unabhängiger Kandidat angetretene Andreas Sunder mit 70,3 % der Stimmen zum Nachfolger von André Kuper gewählt, seit dem 8. November 2012 ist er offiziell im Amt.
Bis zur Einführung des hauptamtlichen Bürgermeisters wurde die Stadtverwaltung durch einen hauptamtlichen Stadtdirektor geleitet.
| Amtszeit  | Bürgermeister   | Partei      | %1       | Wahl- beteiligung |
| --------- | --------------- | ----------- | -------- | ----------------- |
| 1970–1973 | Franz Funke     |             |          |                   |
| 1973–1975 | Hans Paehler    |             |          |                   |
| 1975–1977 | Josef Kühlmann  |             |          |                   |
| 1977–1997 | Hubert Deittert | CDU         |          |                   |
| 1997–1999 | André Kuper     | CDU         |          |                   |
| 1999–2004 | André Kuper     | CDU         | 82,9 %2  |                   |
| 2004–2009 | André Kuper     | CDU         | 77,1 %3  |                   |
| 2009–2012 | André Kuper     | CDU         | 73,39 %  |                   |
| 2012–2018 | Andreas Sunder  | unabhängig4 | 70,30 %  | 59,31 %           |
| 2018–     | Andreas Sunder  | unabhängig4 | 88,34 %5 | 40,60 %           |

 1 Seit 1999 Direktwahl. Seit 2009 keine Stichwahl mehr. 2 Stimmenanteil im zweiten Wahlgang (Stichwahl). 3 Stimmenanteil im ersten Wahlgang 4 unterstützt von Freien Wählern, SPD und Grünen 5 ohne Gegenkandidaten
Quellen: Landeswahlleiterin des Landes Nordrhein-Westfalen
| Amtszeit  | Stadtdirektor    |
| --------- | ---------------- |
| 1970–1972 | Bruno Linke      |
| 1972–1992 | Hermann Kloock   |
| 1992–1997 | Wolfgang Schwade |

### Wappen, Banner und Flagge

Wappen

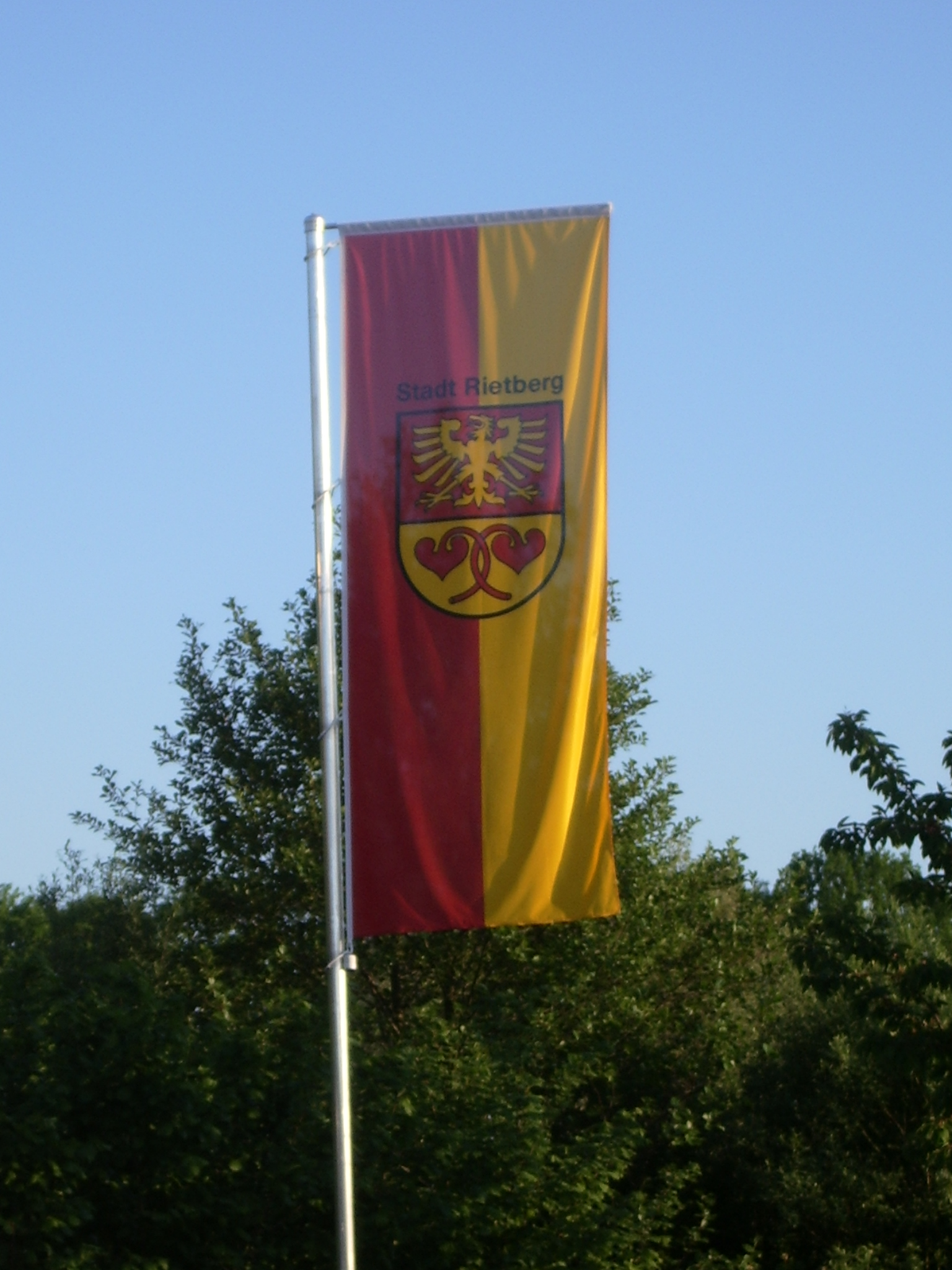
Banner

Die Wappenbeschreibung lautet: „Von Rot und Gold (Gelb) geteilt, oben ein goldener Adler, unten zwei rote Seerosenblätter mit ineinandergeschlungenen Stielen.“ Das Wappen wurde genehmigt am 14. Mai 1937 für das Amt Rietberg und durch die Genehmigung vom 28. Juni 1971 für die zum 1. Januar 1970 neu gebildete Stadt Rietberg unverändert übernommen.
Das Gebiet des Amtes Rietberg wie auch der heutigen Stadt Rietberg besteht im Wesentlichen aus der früheren Grafschaft Rietberg, daher zeigt die obere Hälfte des Wappens den Adler der Grafen von Rietberg. Die untere Hälfte mit den Seerosenblättern ist das Familienwappen derer von Kaunitz.
Das Banner ist von Rot und Gelb längsgestreift mit dem Stadtwappen im oberen Drittel.
Die Flagge ist von Rot und Gelb längsgestreift mit dem zur Stange verschobenen Stadtwappen.

### Städtepartnerschaften
Seit 1983 besteht eine Beziehung zur französischen Stadt Ribérac im Département Dordogne. Im Rahmen dieser Städtepartnerschaft finden in jedem Jahr zahlreiche Austauschbegegnungen zwischen Schulen und Vereinen statt.
Seit 1999 besteht eine Städtepartnerschaft mit der polnischen Stadt Glogowek (Oberglogau).

## Kultur und Sehenswürdigkeiten

### Theater
Im Zuge der Landesgartenschau 2008 kaufte die Stadt Rietberg die sogenannte RheinOperMobil (ROM), die in Düsseldorf als temporäre Spielstätte für die Deutsche Oper am Rhein gedient hatte. Das Gebäude wurde am Rande des historischen Stadtkernes direkt neben dem Gymnasium Nepomucenum Rietberg (51° 48′ 30,8″ N, 8° 25′ 55,2″ O) aufgebaut und trägt nun den Namen „cultura – sparkassen-theater an der ems“.
Die cultura ist ein moderner Nachbau des 1599 am Südufer der Themse in London erbauten Globe-Theaters. Auf drei Etagen finden in rustikaler Atmosphäre bis zu 750 Personen Platz. Die Entfernung zwischen Bühne und Zuschauer beträgt aufgrund der Rundtheateranordnung maximal 15 m. Seit 2008 werden hier Musik- und Theatervorstellungen sowie Kongresse und Fachtagungen veranstaltet.

### Museen

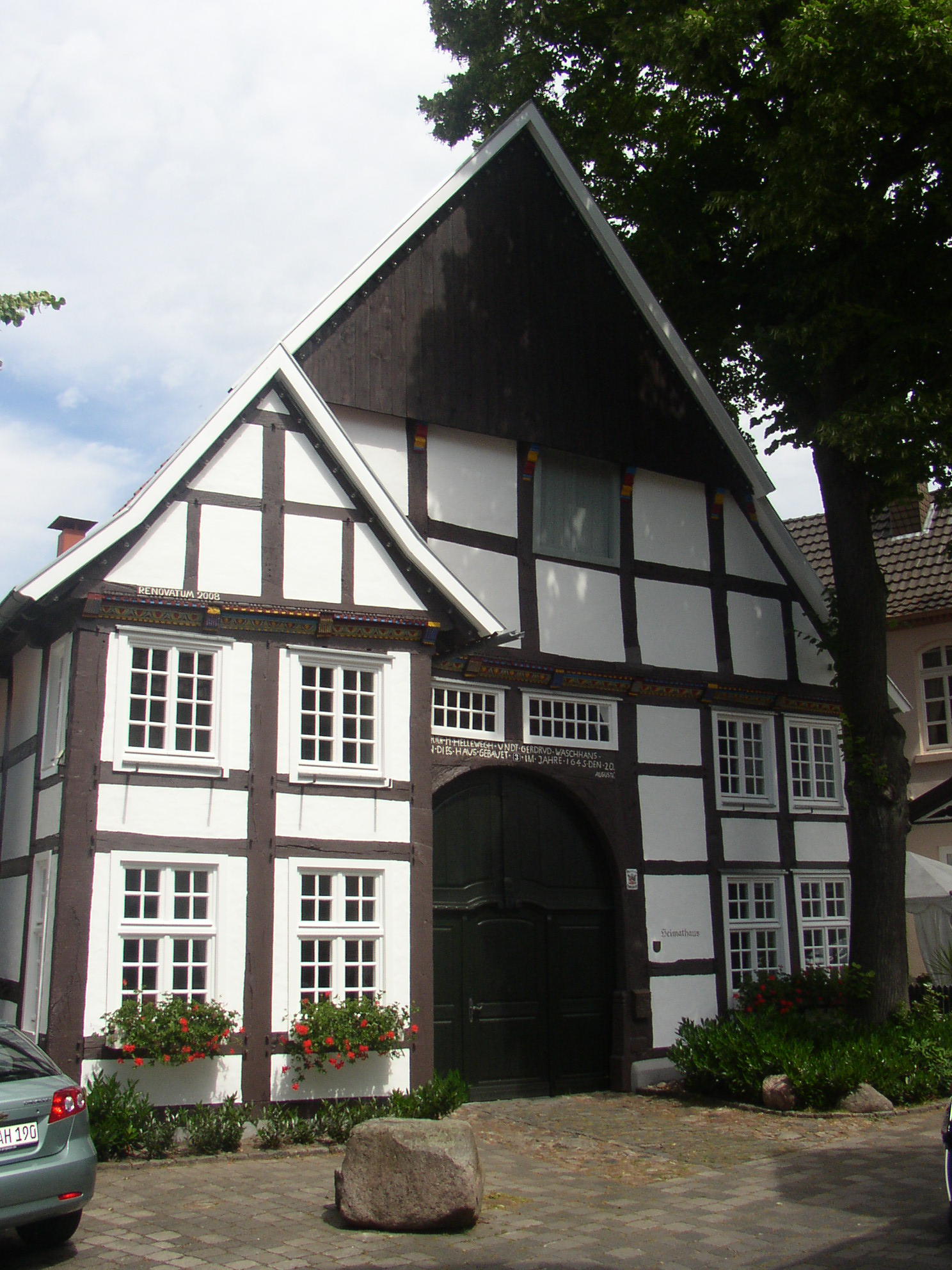
Das Rietberger Heimathaus

Im Heimathaus Rietberg, einem Fachwerk-Dielenhaus, das im Jahr 1645 erbaut und 1899 mit einem Anbau versehen wurde, sind unter anderem eine ornithologische Sammlung, eine Wohnstube und Schlafkammer aus dem 19. Jahrhundert sowie eine ostdeutsche Heimatstube zu besichtigen.
2007 wurden das Kunsthaus Rietberg – Museum Wilfried Koch mit einem Skulpturenpark im ehemaligen Klostergarten eröffnet. In Garten und Haus wird das Werk des in Varensell lebenden Künstlers Wilfried Koch präsentiert. Ausgestellt sind 19 Bronzeskulpturen sowie in wechselnden Ausstellungen Malereien und Zeichnungen.

### Musik
In Rietberg existieren über dreißig musikalische Vereine. Gut die Hälfte davon sind Chöre und Sängerkreise mit zumeist religiösem Hintergrund. Ferner existieren allgemeine Musikvereine, Blechbläservereinigungen, Akkordeongruppen, Spielmannszüge, die Jugend-Musical-Bühne-Rietberg e. V. und die Big Band des Gymnasium Nepomucenum.
1978 wurde in Rietberg die Band Brausepöter gegründet.

### Bauwerke

#### Sakralbauten

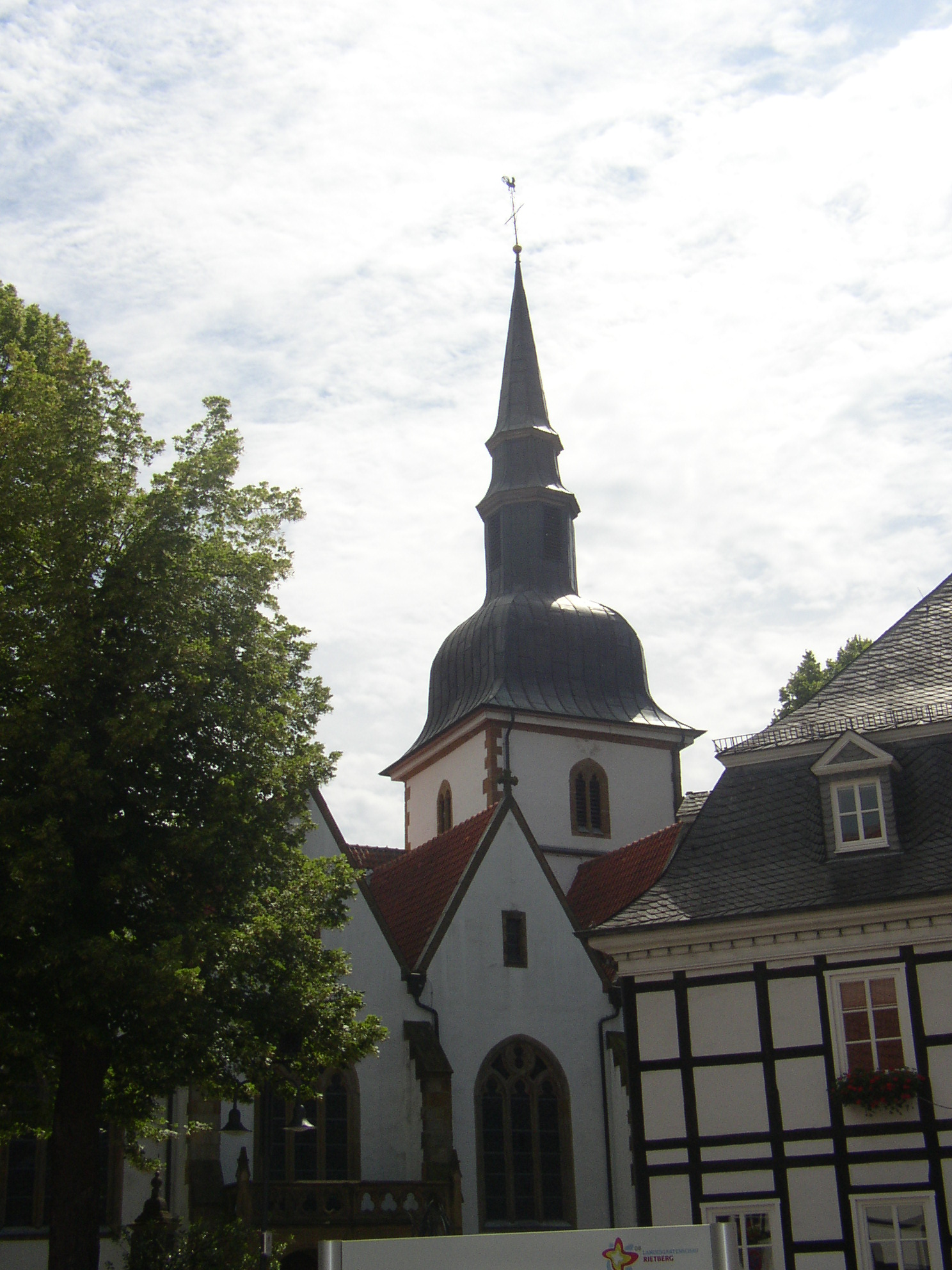
Katholische Pfarrkirche St. Johannes Baptist

Das Langhaus der katholischen Pfarrkirche St. Johannes Baptist wurde 1896 errichtet, Chor und Westturm sind noch spätgotisch. Im Inneren stehen die Figuren Maria und Johannes vom ehemaligen Hochaltar, welche um 1720 entstanden sind. Die Kanzel ist aus der ersten Hälfte des 18. Jahrhunderts und der Taufstein von 1515. Das Orgelgehäuse stammt von 1838.
Die Franziskanerkirche St. Katharina. ist ein lang gestreckter Saalbau mit Maßwerkfenstern, die Grundsteinlegung erfolgte 1618. Die Kirche wurde am 15. November 1629 geweiht und beim Klosterbrand 1935 beschädigt. In den Jahren 2006 bis 2007 gab es umfangreiche Restaurierungsarbeiten. Der Hochaltar wurde 1629 aufgestellt.
In der Nähe des ehemaligen Schlosses ließ Wenzel Anton Fürst von Kaunitz-Rietberg die St.-Johannes-Nepomuk-Kapelle von einem unbekannten mährischen Baumeister 1747–53 im spätbarocken Stil erbauen. Sie ist dem Schutzheiligen der Grafschaft Rietberg Johannes Nepomuk geweiht.
Das 1626 errichtete Geburtshaus des Paderborner Hofbaumeisters Franz Christoph Nagel wurde 1903 für die evangelische Gemeinde als Andachtsstätte ausgebaut. Die Utlucht ist 1669 bezeichnet.

#### Profanbauten

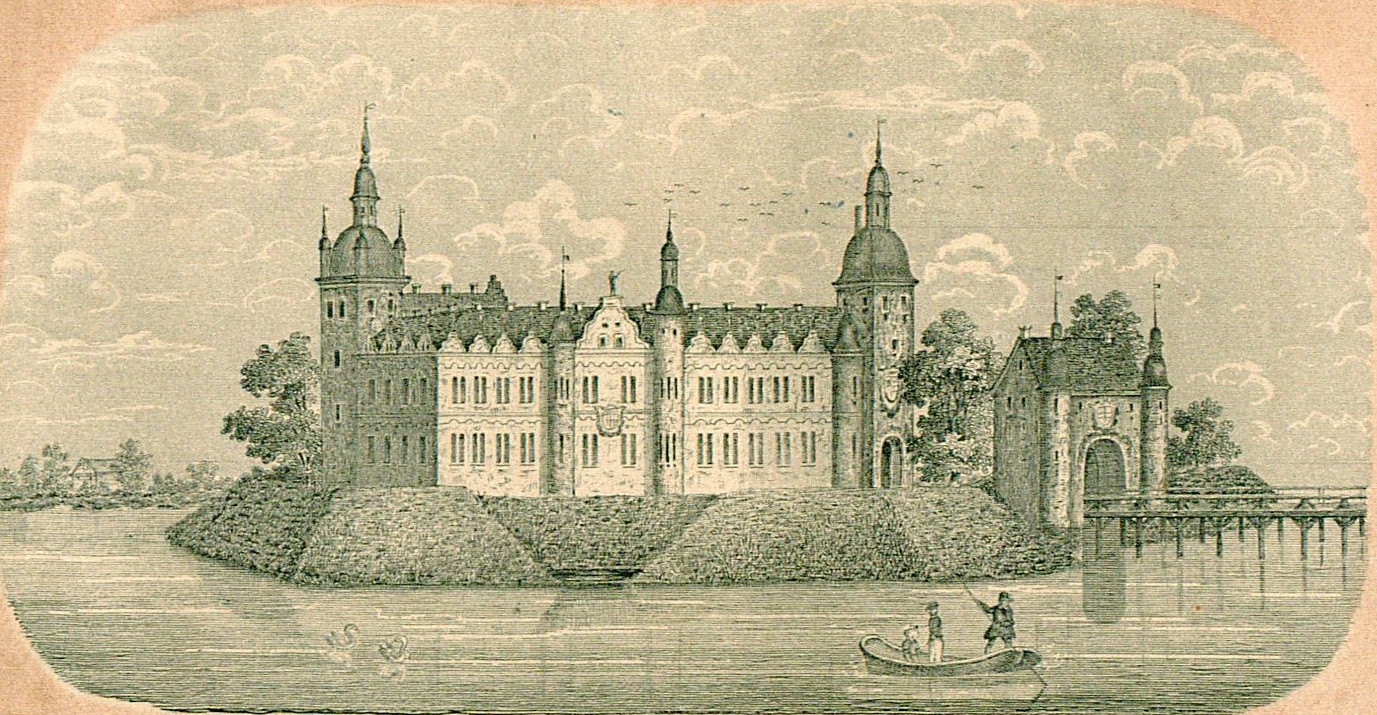
Schloss Rietberg

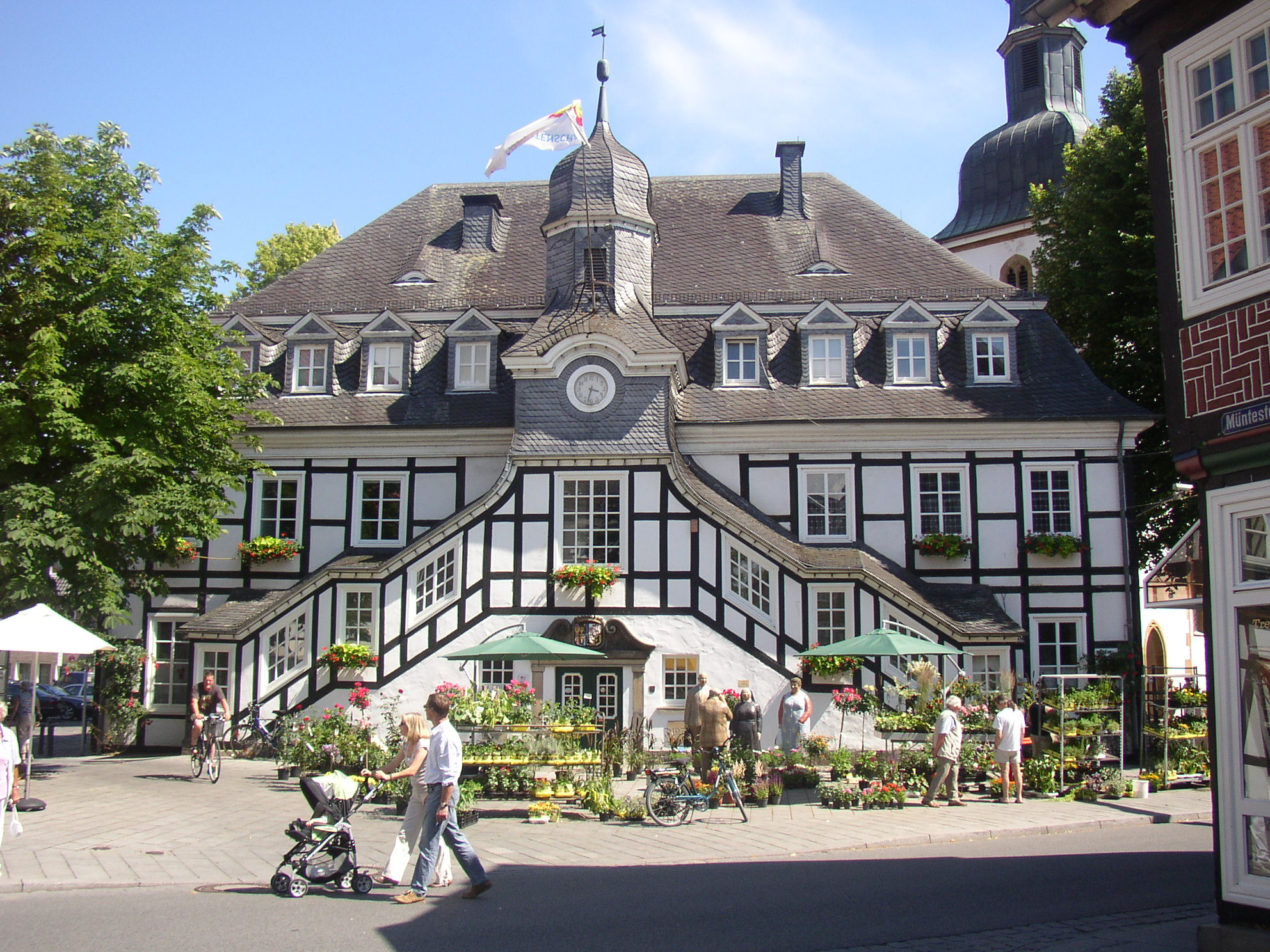
Historisches Rathaus von Rietberg

Das Schloss Eden (Schloss Rietberg) wurde im 14. Jahrhundert errichtet und im 17. Jahrhundert in Stil der Weserrenaissance umgestaltet. 1803 wurde das Schloss abgerissen. Heute sind nur die Reste der sternförmigen Wallanlagen und Gräben erhalten. Das zweigeschossige Rathaus wurde um 1804 in Fachwerk errichtet. Der gedeckte Treppenaufgang wurde 1915 nach einem Entwurf von Max Sonnen hinzugefügt. 1977 wurde das gesamte Gebäude vollständig abgebrochen und anschließend in den alten Formen wiederaufgebaut.
Das Alte Gericht in der Rathausstraße 18 ist ein verputzter klassizistischer Massivbau mit dreiachsigem Mittelrisalit und wurde 1806 durch den Detmolder Baumeister Trumpf unter Verwendung von Steinen des abgebrochenen Schlosses errichtet. Das Alte Progymnasium wurde 1746–50 als eingeschossige Dreiflügelanlage mit Mansarddach und Mittelrisalit errichtet.

#### Wohnbauten
Das Ortsbild wird von zahlreichen, gut erhaltenen Fachwerk-Dielenhäuser geprägt, die sich zumeist mit dem Giebel zur Straße wenden. Der Charakter einer kleinen Residenzstadt blieb bis heute bewahrt. Eines der ältesten Häuser steht am Bolzenmarkt 13 und ist mit der Jahreszahl 1592 bezeichnet. Das Wohnhaus Emsstraße 7 wurde 1644 errichtet und verfügt über zwei Utluchten und reich verzierten Knaggen.
Das Haus in der Klosterstraße 3 wird heute als Heimathaus genutzt. Es ist 1645 entstanden und die alte Raumaufteilung mit Diele blieb weitgehend erhalten. Das alte Konvikt an der Müntestraße 2 wurde 1651 erbaut. 1915 wurde das Fachwerk durch Max Sonnen freigelegt und restauriert. Das Haus gegenüber in der Müntestraße 4 ist zweigeteilt. Das Vorderhaus ist 1692 bezeichnet. Der hintere, wohl als Speicher errichtete Teil ist noch vor 1600 entstanden.
In der Müntestraße 9–11 steht das ehemalige Wohnhaus des Hofmalers und Möbelfabrikanten Philipp Ferdinand Ludwig Bartscher (1749–1823). Es wurde in der 2. Hälfte des 18. Jahrhunderts erbaut. Im Innern wurden 1991 Wandmalereien entdeckt und wiederhergestellt, die wohl von Bartscher angefertigt wurden. Die Schwanenapotheke in der Rathausstraße 37 wurde 1629 erbaut. Die Fassade wurde gegen Ende des 18. Jahrhunderts umgestaltet. Aus dieser Zeit stammen die beiden Ausluchten und das klassizistische Portal mit ionischen Säulen.

### Weitere Sehenswürdigkeiten

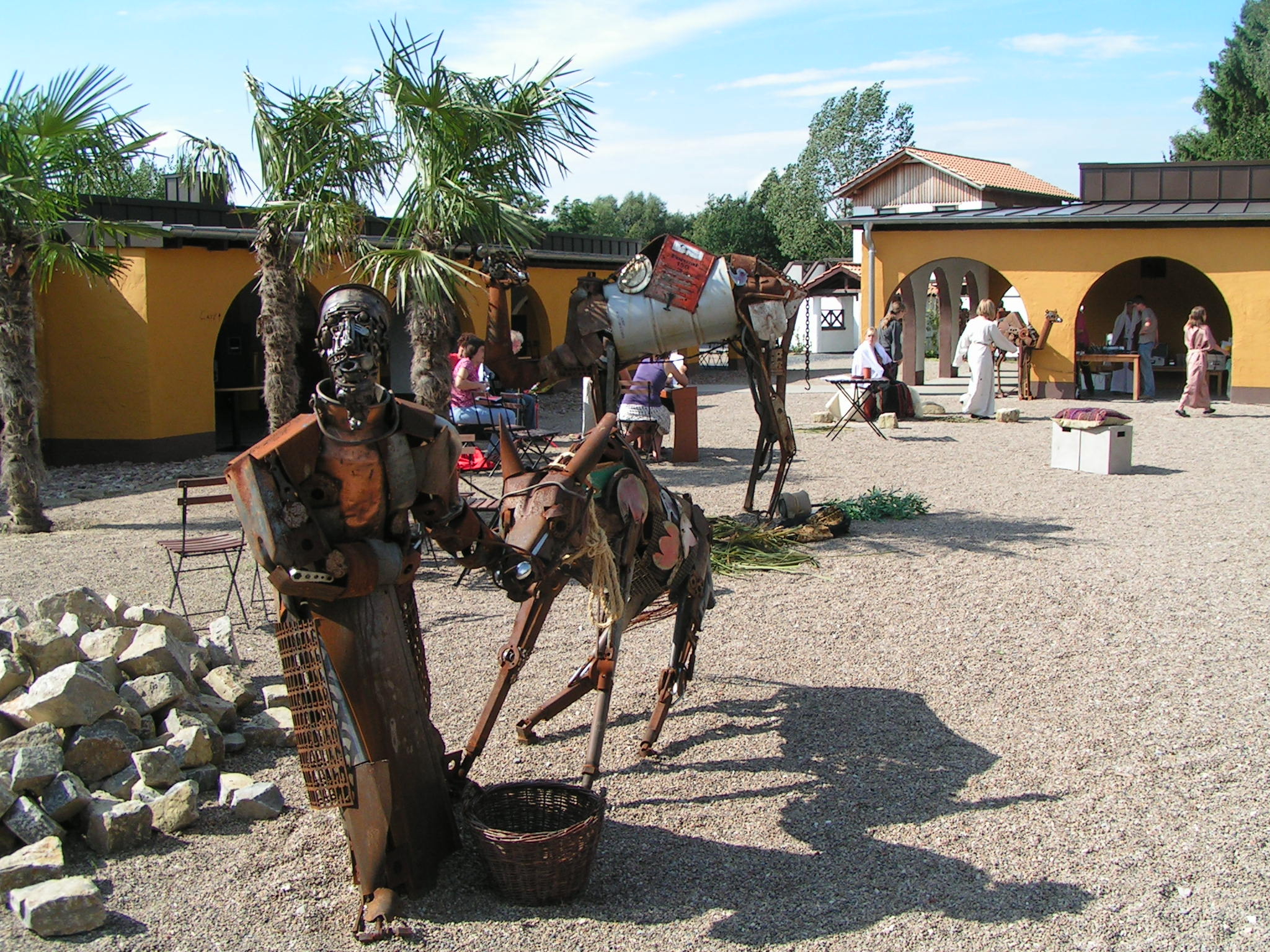
Das Bibeldorf

Entlang der früheren Wallanlagen, die mittlerweile geschleift sind, befindet sich ein etwa 3 km langer baumumsäumter Rundweg um die historische Altstadt. Dieser führt teilweise entlang der Ems, teilweise entlang der in Jahren 2002 bis 2006 wiederhergestellten mittelalterlichen Umflutgräben und stellt heute ein beliebtes Naherholungsziel dar. Im Bereich zwischen Umflut und Ems befindet sich die parkähnlich angelegte Gedenkstätte für die Opfer der beiden Weltkriege.
Das Bibeldorf Rietberg ist ein erfahrungsbezogener und erlebnisorientierter Lernort zur Welt und Umwelt der Bibel, der seit dem Jahr 2003 auf dem 22.500 m² großen Gelände des ehemaligen Klärwerks entstanden ist. Das Bibeldorf ist von Mai bis Oktober geöffnet und wird jährlich von über 10.000 Menschen besucht.

### Parks

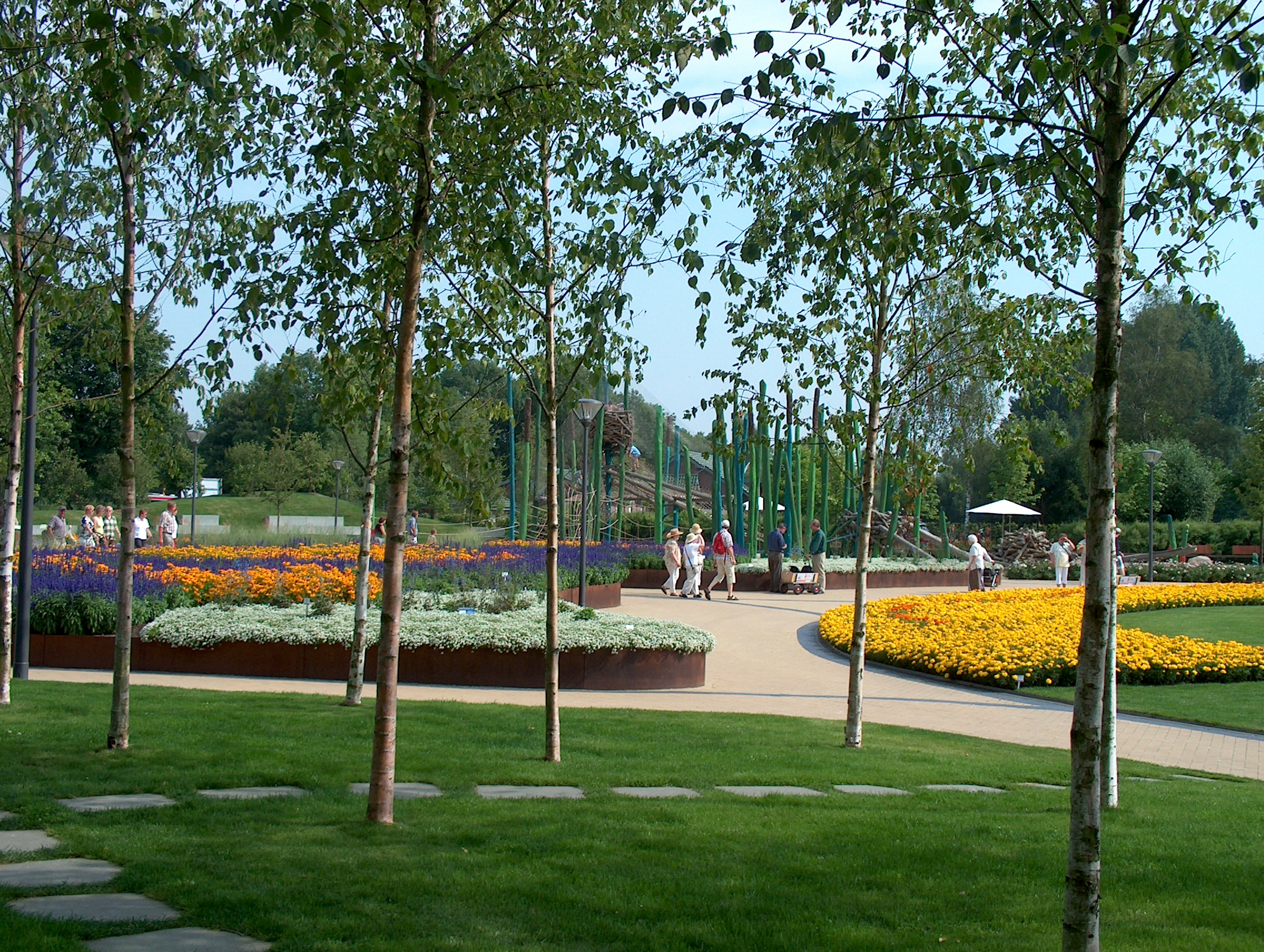
Landesgartenschau 2008 in Rietberg, Eingang Mitte.

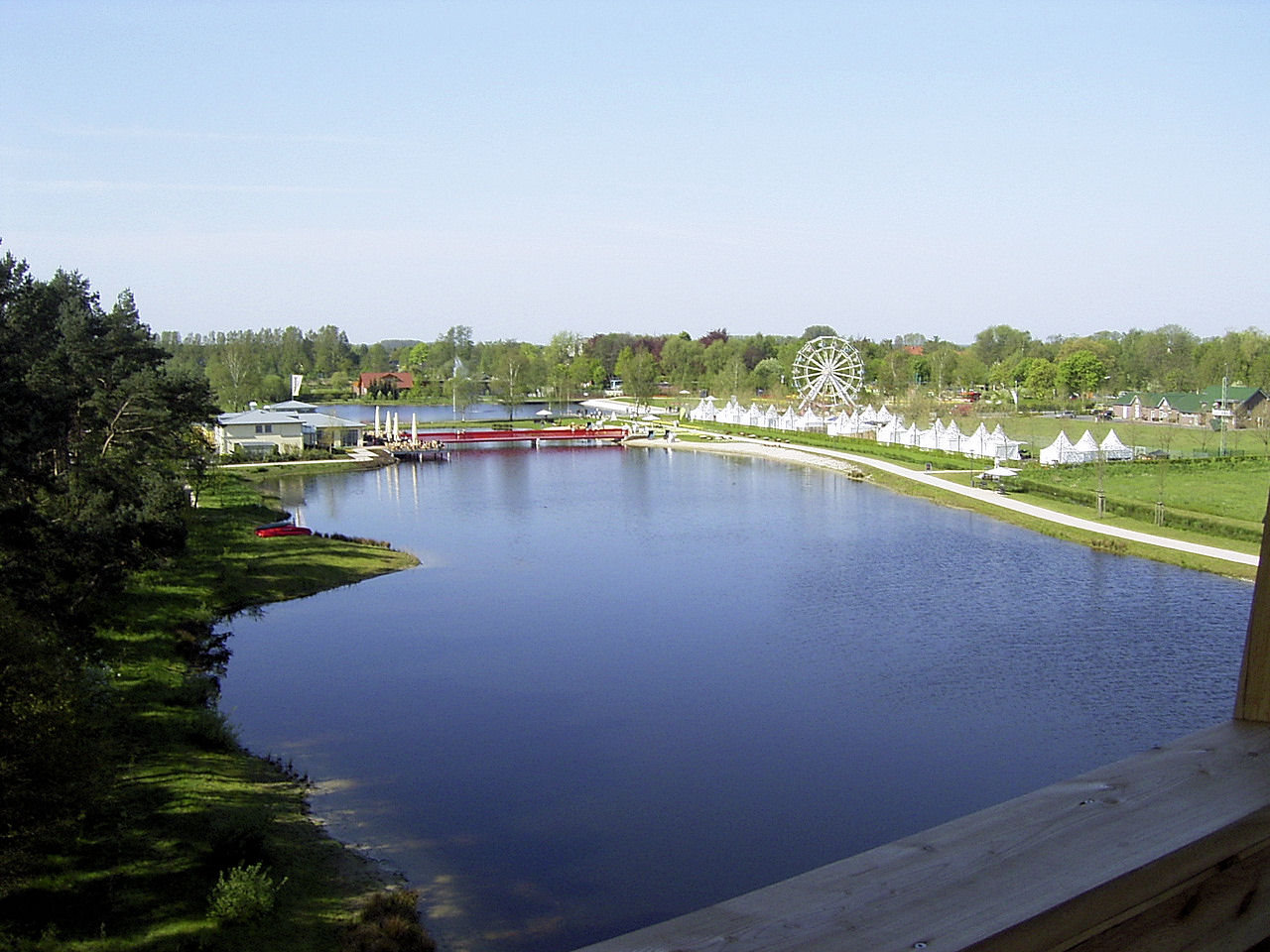
Blick vom Aussichtsturm über das Landesgartenschaugelände

In Rietberg fand vom 25. April bis zum 12. Oktober 2008 eine Landesgartenschau statt. Die Veranstaltung stand unter dem Motto „Träume wachsen lassen“. In der Vorbereitungszeit von rund anderthalb Jahren wurde nach den Detailplänen der Planungsbüros ARGE Wolf-Edenfeld aus Rietberg und Berlin sowie Krüger aus Dresden von etwa 70 Baufirmen der Gartenschaupark geschaffen. Die Landesgartenschau Rietberg umfasst ein Areal von rund 3,5 Kilometern Länge und zieht sich vom Süden der Stadt von der Johanneskapelle zum Historischen Stadtkern und entlang des Naturschutzgebietes Rietberger Emsniederung bis zum Stadtteil Neuenkirchen.
Das Areal der Gartenschau wurde von Heinz W. Hallmann in die drei großen Themenbereiche „Lebendige Kulturgeschichte“, „Kultur trifft Natur“ und „Neuer Park Rietberg-Neuenkirchen“ strukturiert. Erstmals wurde zudem ein historischer Stadtkern „Herz und Mitte“ einer nordrhein-westfälischen Landesgartenschau. Am 12. Oktober 2008 endete die Landesgartenschau; mit fast 900.000 Besuchern wurde das gesetzte Ziel von 450.000 Besuchern um 100 % überboten.
Am 26. April 2009 wurde das 40 ha große Gelände als Gartenschaupark Rietberg wiedereröffnet. Teil der Anlage ist ein 18 m hoher, 2008 aus Lärchenholz errichteter Aussichtsturm, der am Rand des Obersees neben einem Kletterpark steht und über eine 15 m hohe Aussichtsplattform verfügt. Seit 2011 ist der Gartenschaupark Rietberg Partner im European Garden Heritage Network (EGHN).
Die bereits erwähnte St.-Johannes-Nepomuk-Kapelle ist von einer historischen Grünanlage umgeben, die öffentlich zugänglich ist. Sie liegt an einem alten Prozessionsweg, der dem historischen Verlauf der Straße von Rietberg nach Paderborn folgt und an dem sieben Bildstöcke aufgestellt sind.

### Naturdenkmäler und Naturschutzgebiete
Gegenüber der Auffahrt zum Rietberger Schloss steht eine Linde, die sogenannte Huldigungslinde, die erstmals 1753 erwähnt wurde. Damals bestiegen die abgesandten Vertreter des hessischen Landesfürsten einen mit rotem Tuch umhängten Balkon, um Ehrbezeugungen der Rietberger entgegenzunehmen.
In Bokel und Mastholte findet sich jeweils eine Eiche, die unter Naturschutz steht.
Darüber hinaus sind auf dem Stadtgebiet fünf Naturschutzgebiete (NSG) ausgewiesen. Dies sind der Emssee, das NSG Im Binner, die Rietberger Emsniederung, die Rietberger Fischteiche und das NSG Schellenwiese.

### Sport

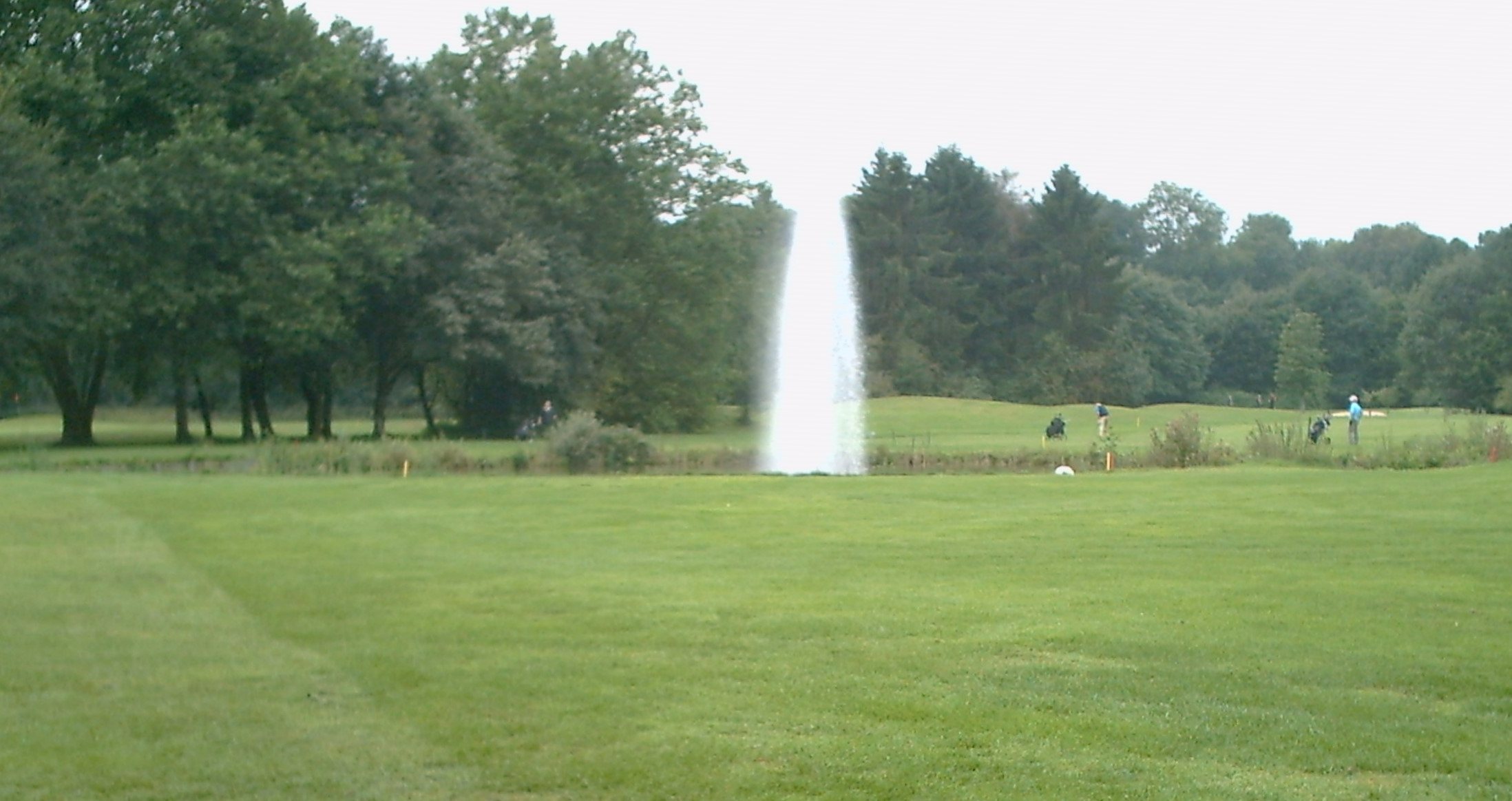
Springbrunnen auf dem Golfplatz des Golfclubs Gütersloh in Rietberg

In Rietberg gibt es ein Sportangebot von fast 40 Vereinigungen. Insgesamt gibt es im Stadtgebiet neun allgemeine Sportvereine, die Angebote im Breitensport machen. In jedem der sieben Ortsteile existiert eine Sportschützengruppe, die meist dem örtlichen Schützenverein angeschlossen ist. Des Weiteren gibt es Wassersportgruppen, Fischereivereine, Radsportclubs, Tennisclubs und Zucht-, Reit- und Fahrvereine. In der Ortschaft Varensell liegt der 18-Loch-Golfplatz des Westfälischen Golf-Clubs Gütersloh-Rietberg.

### Regelmäßige Veranstaltungen
Rietberg gehört zu den Karnevalshochburgen in Westfalen. Von Altweiberdonnerstag bis Aschermittwoch ist die Stadt in der Hand der Karnevalisten. Auf Altweiber und am Rosenmontag säumen bis zu 40.000 Zuschauer die Straßen im Rietberger Stadtkern, um sich die Karnevalsumzüge anzuschauen. Der Narrenruf in Rietberg lautet Ten Dondria (Helau).
Der Rietberger Sommer ist eine Reihe von Veranstaltungen, die von April bis September stattfinden. Weitere Höhepunkte im gesellschaftlichen Leben der Stadt sind die Schützenfeste der Schützenvereine in den Ortschaften, die von Mai bis September stattfinden. Ebenfalls im Mai ist im Ortskern von Neuenkirchen Maikirmes.
Alle zwei Jahre ist im Juni Stadtbürgerfest im Ortskern von Rietberg. Am dritten Mittwoch im Juli begehen die Mastholter Jakobi-Markt, benannt nach dem Patronat ihrer Kirche. Das UNICEF-Kinderfest ist im August in Neuenkirchen. Im September wird in Rietberg Stoppelkirmes gefeiert. Gleichzeitig findet ein Oktoberfest statt.

## Wirtschaft und Infrastruktur
Rietberg hat eine ausgesprochen mittelständische und diversifizierte Wirtschaftsstruktur, Großunternehmen sind nicht ansässig. Die Lear Corporation, ein Hersteller von Fahrzeugteilen, hat in Rietberg eine Zweigniederlassung, die größter Arbeitgeber ist. Des Weiteren ist seit Anfang 2016 die GU Automatic GmbH, ein Hersteller von Automatiktüren, in Rietberg ansässig. Herausragender Wirtschaftszweig ist das verarbeitende Gewerbe, in diesem Sektor sind 53,6 % der 9.964 sozialversicherungspflichtig in Rietberg Beschäftigten tätig. Weitere 19,6 % sind in Handel, Instandhaltung und Reparatur von Kraftfahrzeugen und Gebrauchsgütern und 17,7 % im Dienstleistungssektor beschäftigt. 0,9 % der Beschäftigten in Rietberg ist in der Landwirtschaft tätig (Stand: 2007).
Die Schwerpunkte der Unternehmen liegen in der Möbelwirtschaft (Sudbrock GmbH), im Maschinenbau (Heinrich KUPER GmbH; G. Kraft Maschinenbau GmbH; Horstkemper Maschinenbau GmbH), in der Lebensmittelwirtschaft (Merschbrock-Wiese Gewürz GmbH; Wiesenhof Geflügelwurst Beteiligungs GmbH), in der Landwirtschaft (neun Geflügelzuchtbetriebe) und in regenerativen Energien.

### Verkehr

#### Straßenverkehr
Die B 64 verläuft durch das Gemeindegebiet in einer Ortsumgehung um Rietberg. Sie bindet Rietberg in nordwestlicher Richtung an Rheda-Wiedenbrück und an die A 2 in 10 km Entfernung sowie in südöstlicher Richtung an Paderborn an. Die L 782 führt in nördlicher Richtung nach Verl, die L 836 führt nach Langenberg.

#### Busverkehr
Regionalbusse verkehren im Takt nach Gütersloh, Rheda-Wiedenbrück, Lippstadt und Paderborn. 
In Rietberg gilt der Westfalentarif.

#### Eisenbahn
Die Stadt hat keine Bahnanbindung mehr. Die nächstgelegenen Bahnhöfe sind in Rheda-Wiedenbrück, Gütersloh und Lippstadt. Von 1902 bis 1958 wurde Rietberg vom Senneblitz auf der Bahnstrecke Wiedenbrück–Sennelager bedient. Ende der 1990er Jahre wurde hier auch der Güterverkehr eingestellt und die Gleise zurückgebaut.

#### Radverkehr
Rietberg liegt am Emsradweg, der auf einer Länge von 375 km am Fluss entlang von Hövelhof bis Emden führt und an der gut 500 km langen Wellness-Radroute, die als Radrundweg ausgeführt ist.
Die „Landesgartenschau-Route“ führt durch Rietberg, ein Radweg, der sechs ehemalige Landesgartenschau-Gelände miteinander verbindet. Er führt vom Seepark in Lünen (LGS 1996) über den Maximilianpark in Hamm (LGS 1984), den Vierjahreszeiten-Park in Oelde (LGS 2001) und die Flora Westfalica in Rheda-Wiedenbrück (LGS 1988) zum Paderborner Schloss- und Auenpark (LGS 1994). Rietberg ist seit 2008 die fünfte Station auf dieser Route.

#### Luftverkehr
Der nächste Flughafen ist der Flughafen Paderborn/Lippstadt in rund 32 km Entfernung. Sowohl der Flughafen Dortmund als auch der Flughafen Münster/Osnabrück liegen etwa 79 km entfernt.

### Medien
In Rietberg sind vier Tageszeitungen vertreten. Als Vollzeitungen erscheinen täglich montags bis samstags die Neue Westfälische und das Westfalen-Blatt mit Hauptsitz in Bielefeld sowie Die Glocke aus Oelde. Die in Rietberg erhältlichen Lokalteile dieser drei Zeitungen decken den Kreis Gütersloh zumindest teilweise ab. Der Patriot aus Lippstadt ist ein Kopfblatt des Westfälischen Anzeigers in Hamm und hat seinen redaktionellen Schwerpunkt im Kreis Soest. Außerdem erscheint vierzehntäglich das kostenlose Stadtmagazin Rietberger Stadtanzeiger, das als Hauspost verteilt wird, beziehungsweise in Geschäften erhältlich ist.
Rietberg gehört zum Berichtsgebiet des Regionalstudios Bielefeld des WDR und von Radio Gütersloh, das es in der Berichterstattung als Lokalradio mit abdeckt.

### Öffentliche Einrichtungen
Nachdem die Krankenhäuser in Rietberg und Neuenkirchen 1975 zu Altenpflegeheimen umgebaut wurden, existiert eine solche Einrichtung hier nicht mehr. Somit müssen die nächstgelegenen Krankenhäuser vornehmlich in Rheda-Wiedenbrück und Gütersloh, aber auch in Paderborn und Lippstadt genutzt werden.
Die Freiwillige Feuerwehr Rietberg besteht aus drei Löschzügen, jeweils einer in Rietberg, Mastholte und Neuenkirchen. Weiterhin existiert eine stadtweite Jugendfeuerwehr.
Die Stadtbibliothek, die im alten Progymnasium in Rietberg untergebracht ist, verfügt über 25.000 Medien. Ferner unterhalten die Pfarrgemeinden sechs Pfarrbüchereien mit etwa 8.000 Medien.
Es gibt ein Freibad im Ortsteil Rietberg mit mehreren Becken. Außerdem gibt es ein Hallenbad, welches auch als Schulschwimmbecken fungiert.
Im Westen der Stadt liegt die Kläranlage. Sie ist für 46.500 Einwohnerwerte ausgelegt und wurde um eine Vierte Reinigungsstufe zur Beseitigung von Spurenstoffen erweitert.

### Bildung
Die Gemeinde besitzt insgesamt 15 Schulen. Davon sind sieben Grundschulen, die Grundschule Bokel, die Rudolf-Bracht-Grundschule Mastholte, die Grundschule Neuenkirchen, die Emsschule Rietberg, die Marienschule Varensell und die Grundschule Westerwiehe. Es gibt die Gemeinschaftshauptschule Rietberg mit den Standorten Mastholte und Neuenkirchen, sowie die Richard von Weizsäcker Gesamtschule und das Gymnasium Nepomucenum Rietberg und drei Förderschulen, darunter die Martinschule und die Wiesenschule. 
Am 1. August 2013 nahm die Gesamtschule Rietberg ihren Betrieb mit 167 Schülern in sechs Klassen auf. Gleichzeitig nahmen die Realschule und die Hauptschule keine Kinder mehr auf und beide Schulformen liefen bis 2018 aus. Seitdem gibt es im Sekundarbereich das Gymnasium und die Gesamtschule. Beide Schulen sind in den Räumen des Schulzentrums am Torfweg/Teichweg untergebracht.
Aufgaben der Erwachsenenbildung erfüllt die Volkshochschule Rietberg aus dem Zweckverband Volkshochschule Reckenberg-Ems. Musische Ausbildung erteilt die Zweigstelle Rietberg der Musikschule für den Kreis Gütersloh.

### Ansässige Unternehmen
Rietberg ist Unternehmenssitz der Lüning-Gruppe, einem Groß- und Einzelhändler für Lebensmittel. Der Jahresumsatz betrug 2005 etwa 260 Millionen Euro. Der Feinkosthersteller Heinrich Kühlmann GmbH & Co. KG, in erster Linie ein Private-Label-Hersteller, erzielte 2017 einen Umsatz von rund 200 Mio. Euro. 2020 erzielte die Heinrich Kühlmann GmbH & Co KG einen Netto-Umsatz von 233 Millionen Euro. Die unter der Marke Kühlmann im Lebensmittelhandel verkauften Produkte trugen nur 14 Prozent zum Umsatz bei. Die Frostkrone Food Group mit Schwerpunkt auf Herstellung von Tiefkühlkost erzielte 2019 mehr als 130 Millionen Euro Umsatz. Weitere Lebensmittelhersteller sind der Süßwarenhersteller Schulte Feingebäck und der Gewürzhersteller Merschbrock-Wiese, eine Tochtergesellschaft der Schweizer Haco Holding. Die Firma Wiesenhof Geflügelwurst ist ein Unternehmen der PHW-Gruppe mit Hauptsitz in Rechterfeld. Flötotto produziert in der Ortschaft Varensell Büro- und Schulmöbel. Seit 1848 produziert die Firma Speith-Orgelbau Orgeln in Rietberg.

## Persönlichkeiten

### Ehrenbürger
Diesen Bürgern der Stadt wurde das Ehrenbürgerrecht verliehen. Die einleitende Jahreszahl gibt das Jahr der Verleihung an.
- 1936: Woldemar Tenge-Rietberg (1856–1940), Unternehmer und Landrat des Kreises Ottweiler[63]
- 1990: Käthe Herbort (1910–1998), Oberschulrätin, stellvertretende Bürgermeisterin, ehrenamtliche Stadtarchivarin, Heimatforscherin, nach ihr ist die Straße „Käthes Gäßchen“ in Rietberg benannt[64]
- 2009: Klaus Seppeler (1926–2008), Geschäftsführer der Rietbergwerke

### Söhne und Töchter der Stadt

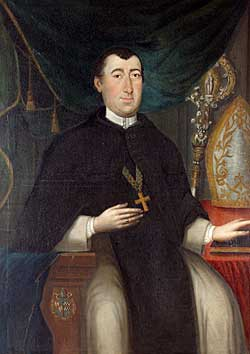
Florentinus Reinking, Abt des Klosters Marienfeld

- Konrad Wibbeking (15. Jahrhundert–1544), Kaufmann
- Johann Füchting (1571–1637), Kaufmann
- Florentinus Reinking (1698–1757), Abt des Klosters Marienfeld
- Franz Christoph Nagel (1699–1764), Hof- und Landbaumeister
- Theodor Pelizäus (1820–1898), deutscher Seidenfabrikant und Politiker
- Johanna Pelizaeus (1824–1912), Pädagogin
- Heinrich Humann (1837–1915), Landwirt, Politiker und Reichstagsabgeordneter
- Kitty Marion (1871–1944), US-amerikanische Suffragette westfälischer Herkunft, die auch im Vereinigten Königreich wirkte
- Johannes Humann (1880–1941), Landwirt und Politiker, geboren im Ortsteil Neuenkirchen
- Gerhard Nordmann (1913–1996), Landtagsabgeordneter
- Josepha Selhorst (1914–2001), Künstlerin
- Alwin Hanschmidt (1937–2020), Historiker
- Hubert Deittert (1941–2020), Politiker (CDU) und Bürgermeister
- Michael Steiner (* 1955), Künstler
- Michael Brinkmeier (* 1968), Politiker
- Uwe Hünemeier (* 1986), Fußballspieler
- Anna-Maria Zimmermann (* 1988), Sängerin

### Personen, die mit Rietberg verbunden sind
- In Rietberg wirkten die Schriftstellerin Dora Hohlfeld (1860–1931) und der bildende Künstler Wilfried Koch (1929–2022).
- Der Journalist und Autor Ralf Siepmann (* 1945) verlebte ab 1950 seine Kindheit und Jugend in Rietberg.
- Der CDU-Politiker André Kuper (* 1960) war zwischen 1997 und 2012 Bürgermeister der Stadt Rietberg.